# Першерон
Першерон (Першеронська) — порода коней, що виникла у західній Франції, частині колишньої провінції Перше (фр. Perche), з якої порода й отримала свою назву.

## Характеристика породи

### Проміри
У кожної країни, де розвинене першеронське конярство, свої правила стосовно екстер'єру цієї породи ваговозів. Стандарт висоти та ваги першеронських коней може суттєво відрізнятись в межах різних країн, від 152 до 193 см в загривку та від 500 до 1200 кг живої маси. Спільними є впізнавані ознаки ваговоза: велика голова з прямим профілем, широким лобом, великими очима й вухами. Грудна клітка широка, а круп підтягнутий і рівний, ноги виражено м'язисті.
У Франції, на батьківщині цих коней, висота коливається від 15,1 до 18,1 хенд (від 61 до 73 дюймів, від 155 до 185 см) і вагою від 1100 до 2600 фунтів (від 500 до 1200 кг). Першерони в Сполучених Штатах зазвичай мають розміри між 16,2 і 17,3 хенд (66 і 71 дюйма, 168 і 180 см), з діапазоном 15—19 хенд (60—76 дюймів, 152—193 см). Американський першерон в середньому важить 1900 фунтів (860 кг), максимально близько 2600 фунтів (1200 кг). У Великій Британії 16,2 хенд (66 дюймів, 168 см) є найнижчою прийнятною висотою для жеребців і 16,1 хенд (65 дюймів, 165 см) для кобил, тоді як вага коливається від 2000 до 2200 фунтів (910—1000 кг) для жеребців і 1800—2000 фунтів (820—910 кг) для кобил. 

### Масть
Зустрічаються переважно першерони сірої або вороної масті, майже не допускаючи гнідої чи рудої, що вирізняє цю породу серед інших ваговозів.

Зовнішній вигляд першеронського коня
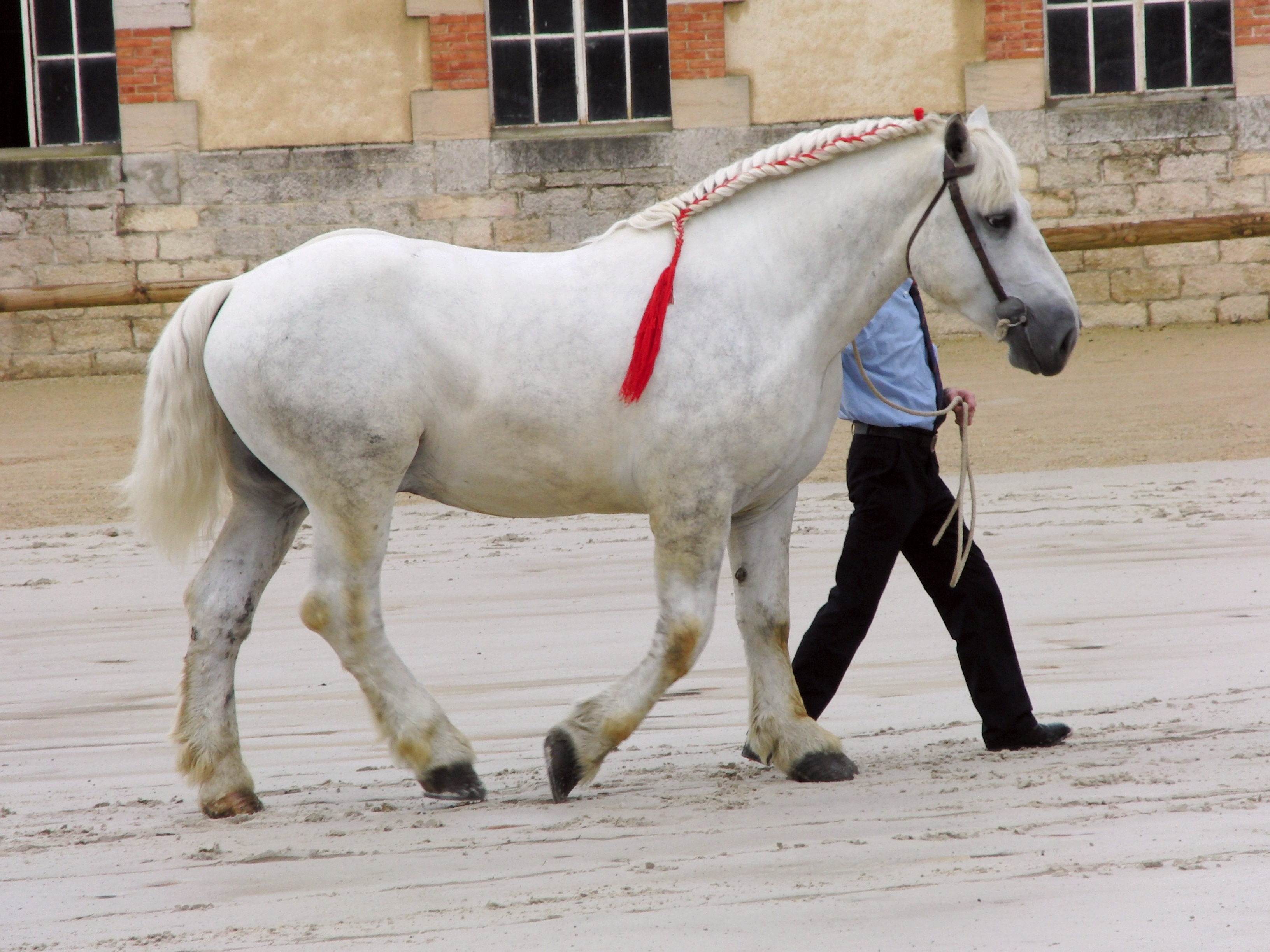
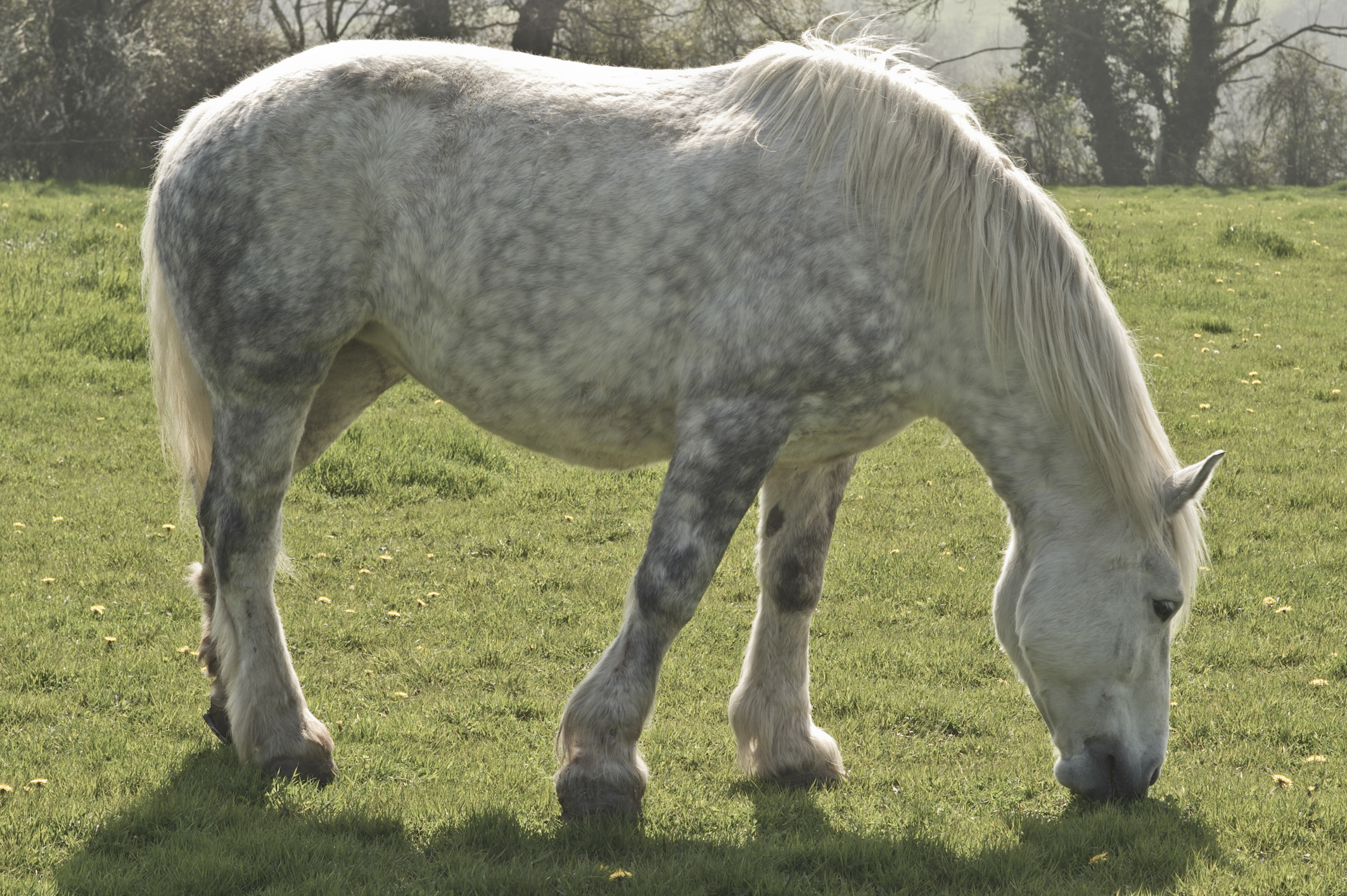
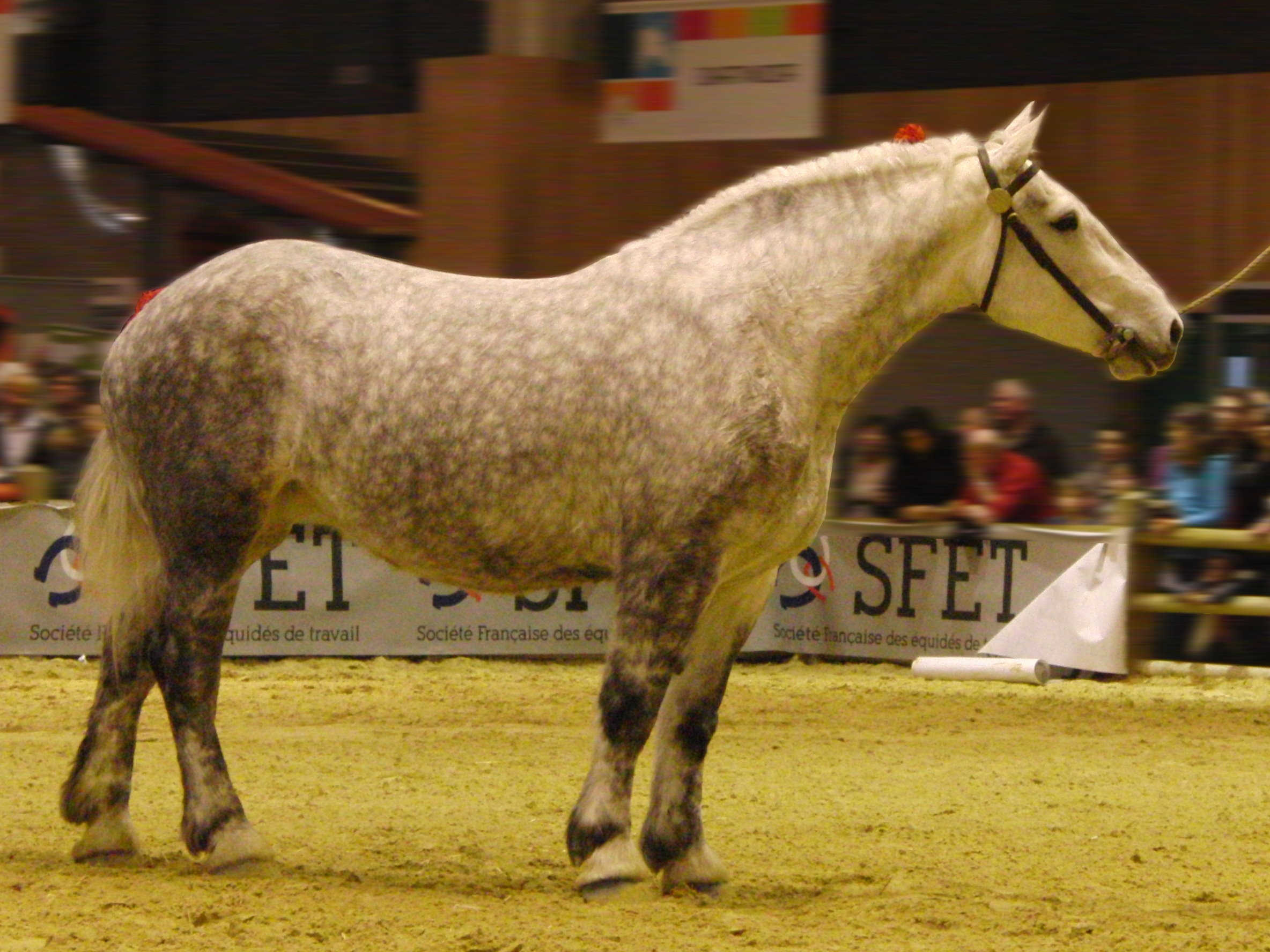
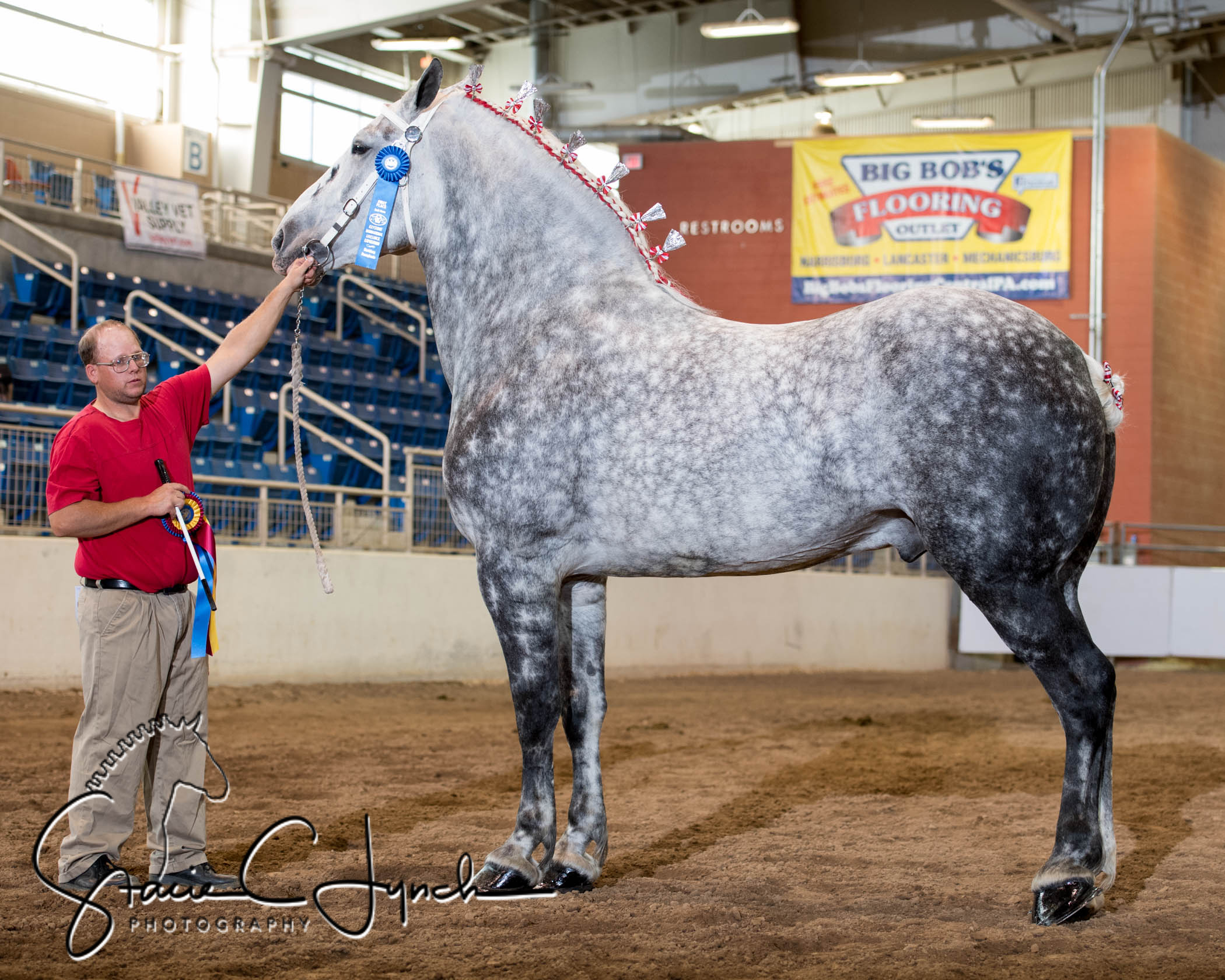
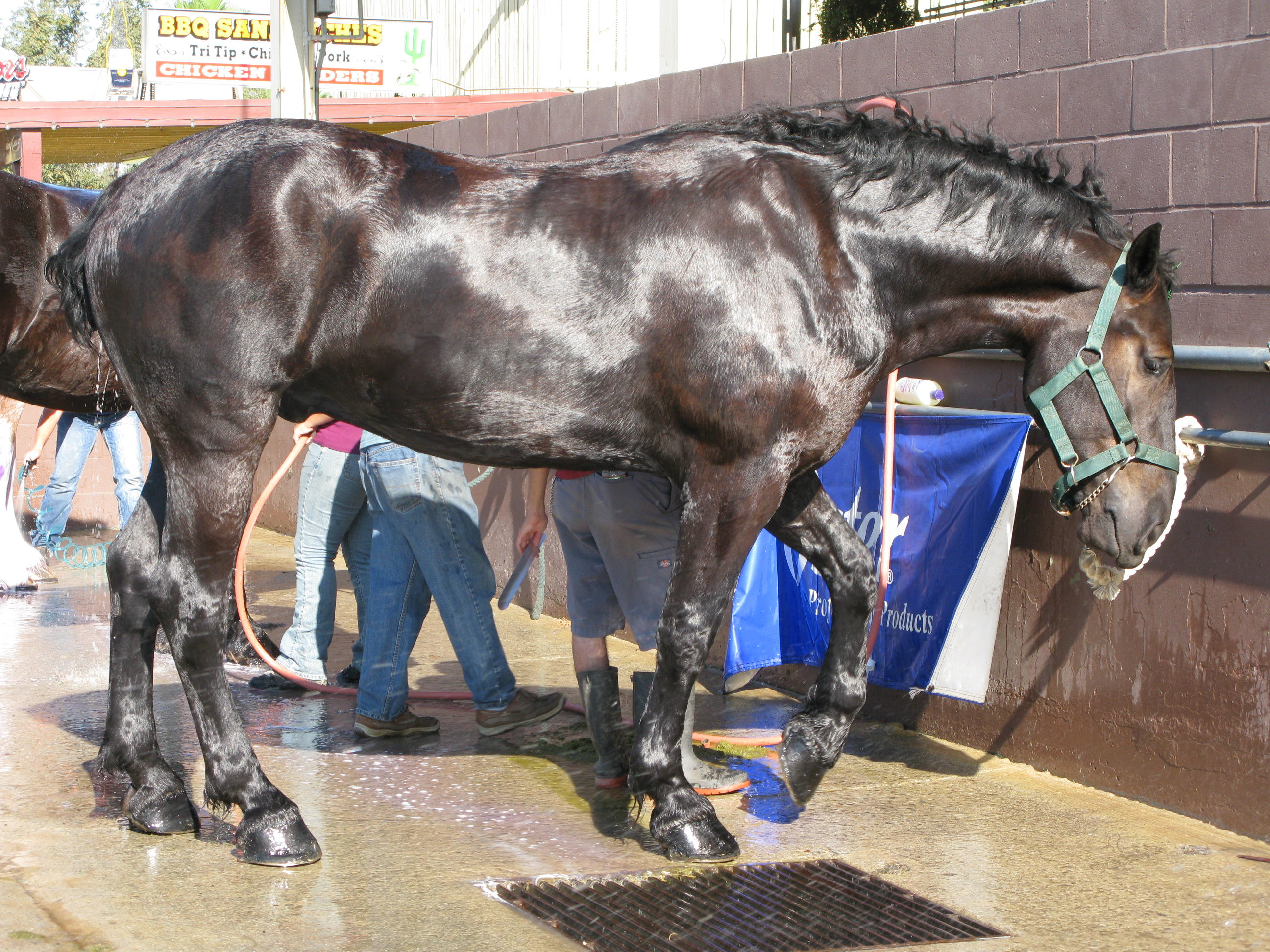
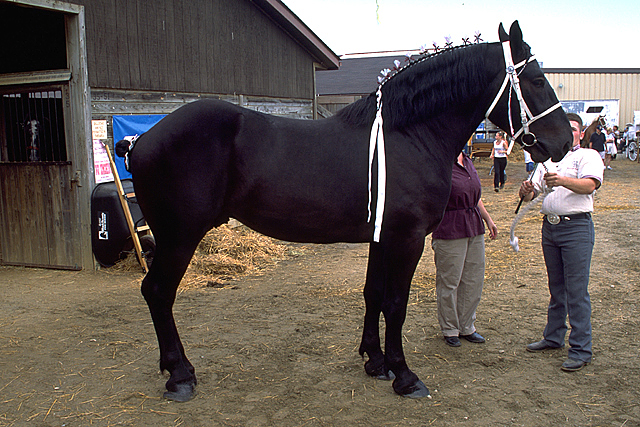
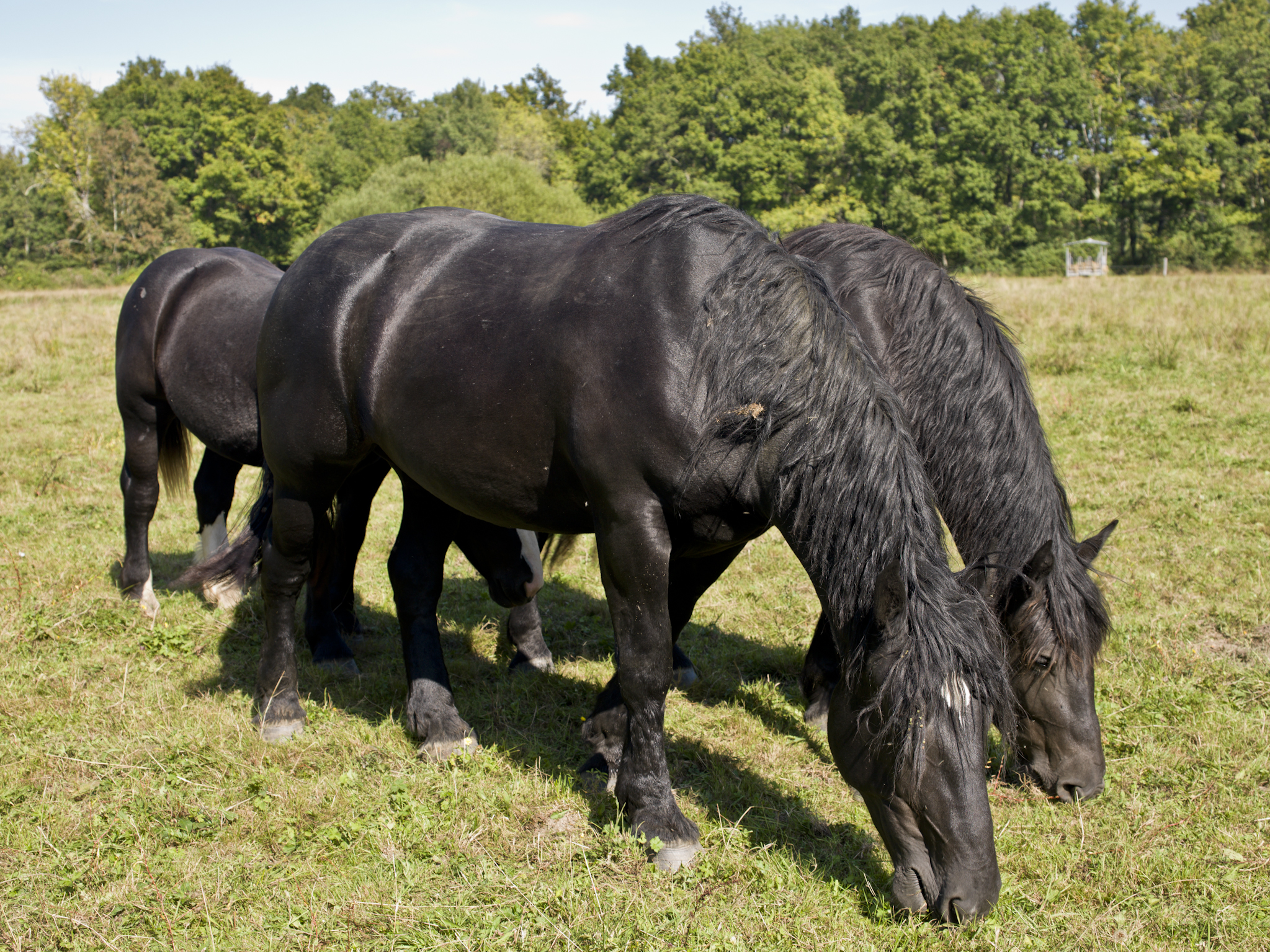
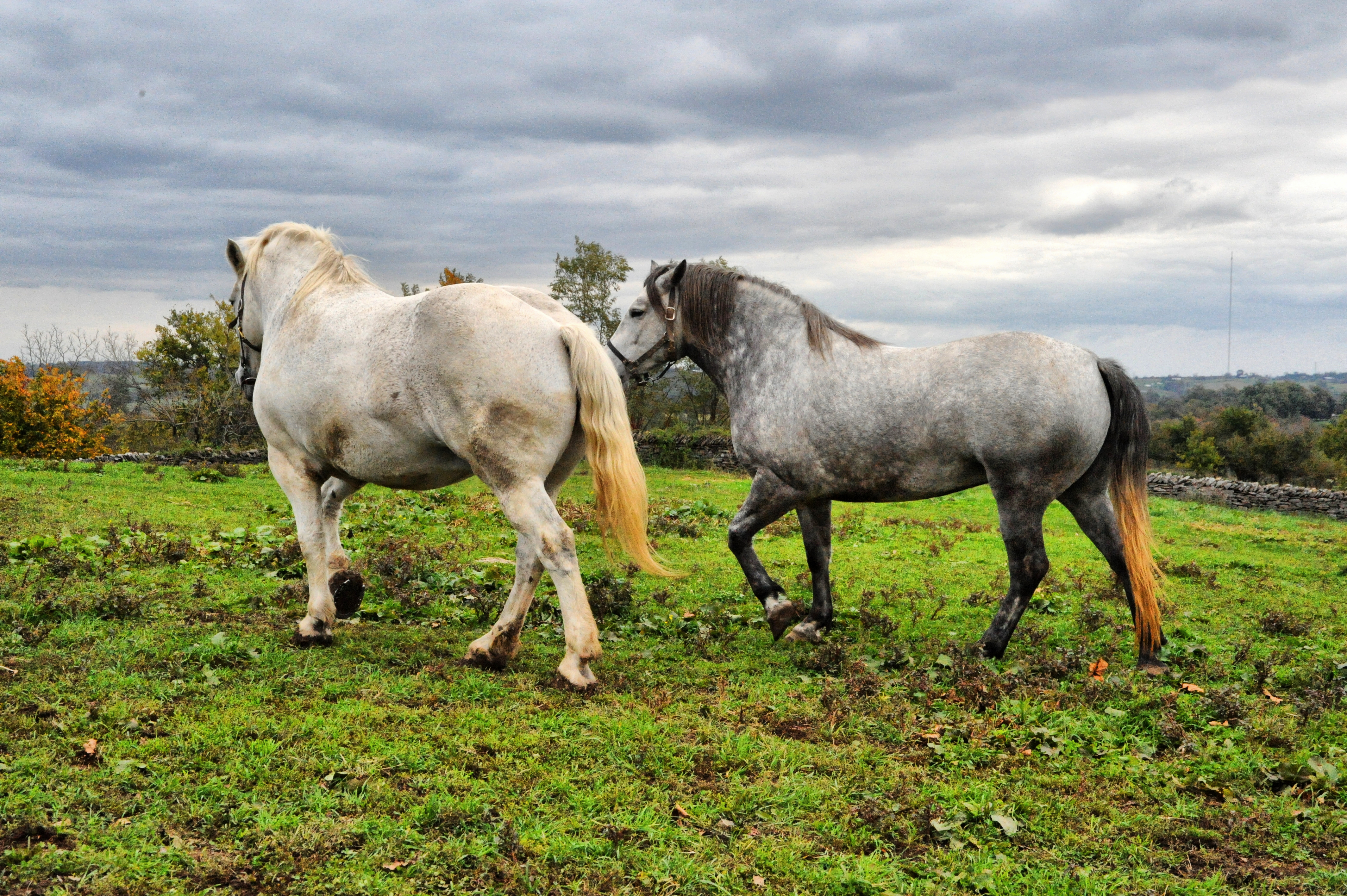
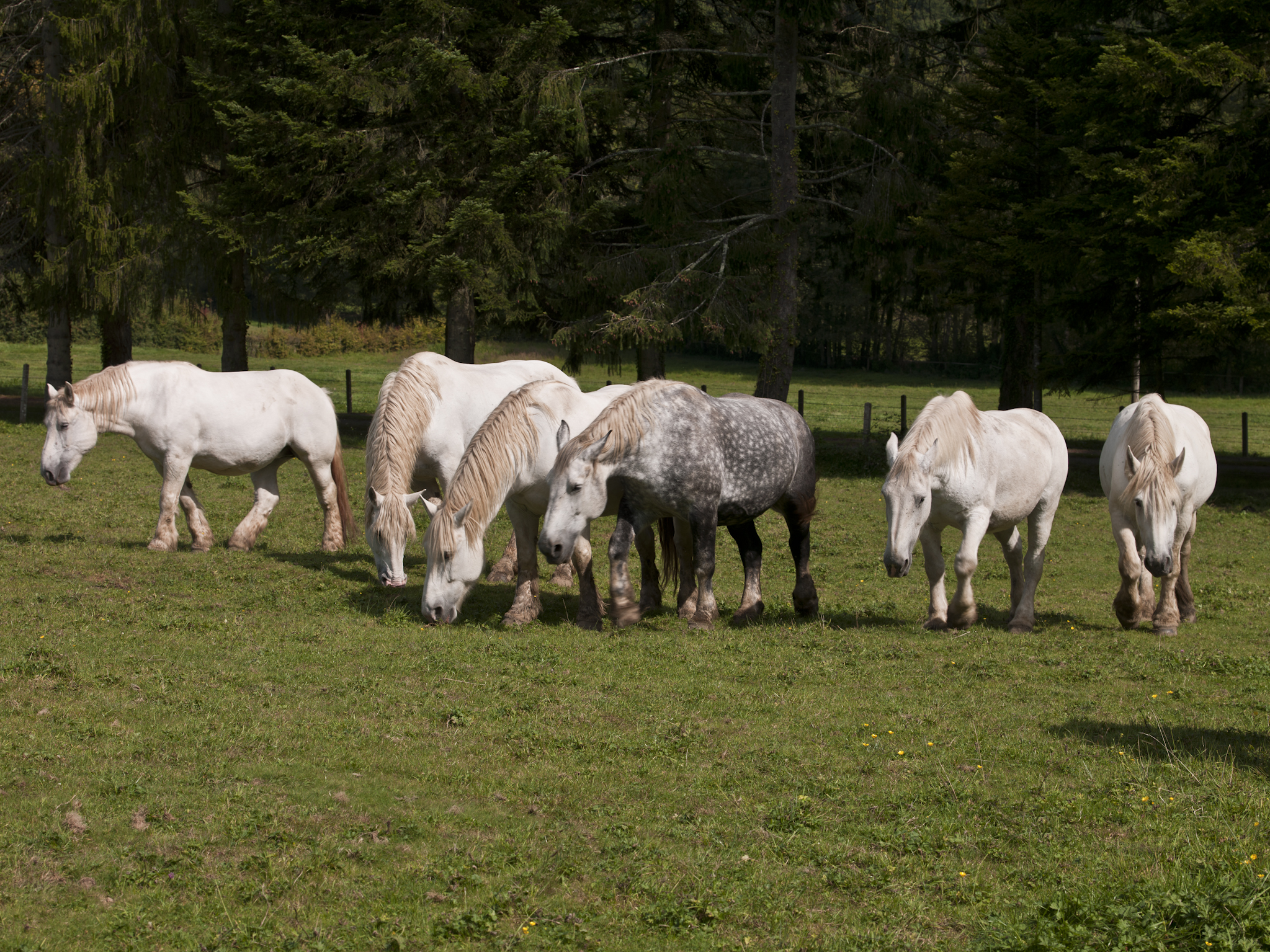
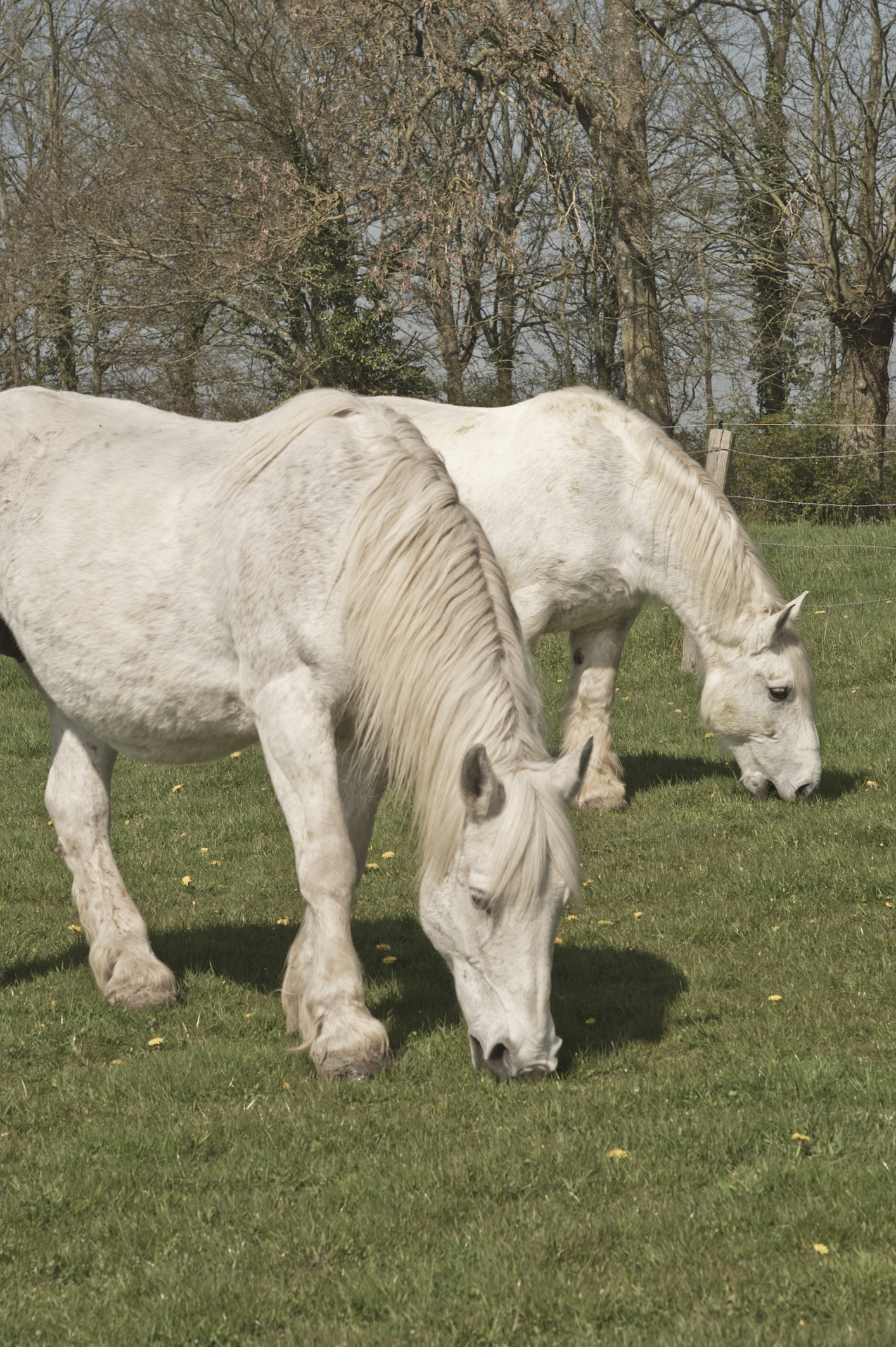
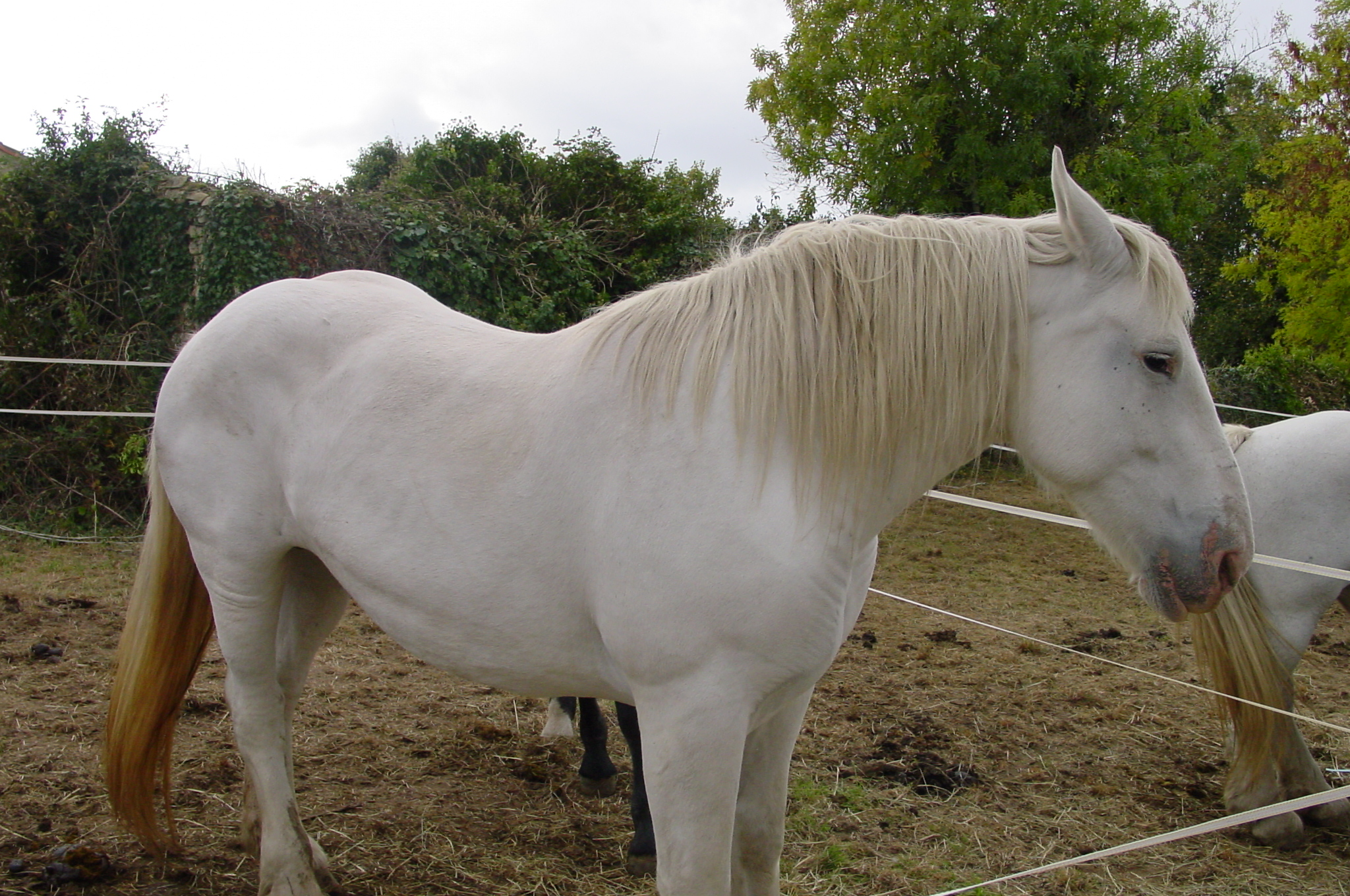
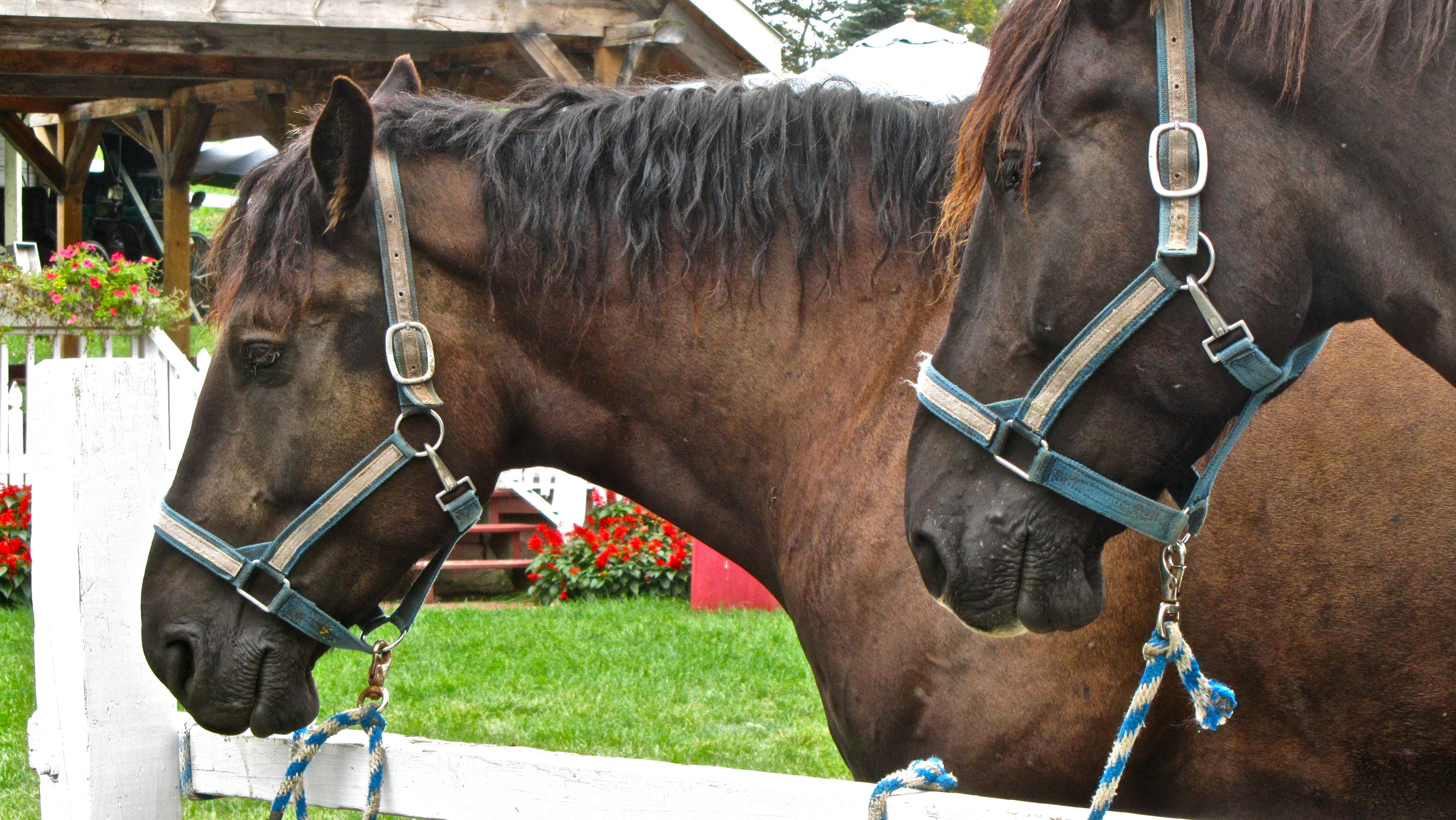

### Особливості
Загальне враження про першеронів — це потужність і міцність. Темперамент гордий і насторожений. Порода вважається розумною, працьовитою. Коні добре адаптовуються до різних умов і клімату. У 19-му столітті, як відомо, ці коні їздили риссю до 60 кілометрів (37 миль) в день. Ця порода сильна, росла, придатна для роботи — словом, щось середнє між справжньою ваговозною і сільськогосподарською. У Франції їх розрізняють по зросту: велика, середня і дрібна конституція, найпоширенішою з яких є середня.
На сьогодні першерон є найвідомішою і найпопулярнішою у світі серед усіх французьких порід. Першерон все ще широко використовується для фермерської роботи, а також для виробництва м'яса. У всьому світі першерон використовуються для парадів, а також для возіння карет у великих містах. Найбільша команда робочих першеронів у Європі знаходиться в паризькому Діснейленді, де порода становить 30 відсотків всіх коней, що використовуються на території. Дана порода тут потрібна, щоб тягнути трамваї на головній вулиці парку. У Великій Британії першерон потрібен для лісового та сільськогосподарського виробництва. Їх перехрещують з породою гунтер, щоб збільшити розмір та покращити характер. Перехрещені першерони успішно використовувалися в виїздці. Як на Фолклендських островах, так і на півночі Австралії, першерони схрещували з місцевими кобилами, в першу чергу з Кріоллосом на Фолклендських островах, для виробництва більших запасів коней з більшою витривалістю. Ці схрещені коні широко використовуються як в субантарктичному кліматі Фолклендських островів, так і в субтропічному кліматі Австралії для робочого запасу. У Австралії їх також схрещують з чистокровними для використання в якості поліцейських коней.

Основні сфери використання
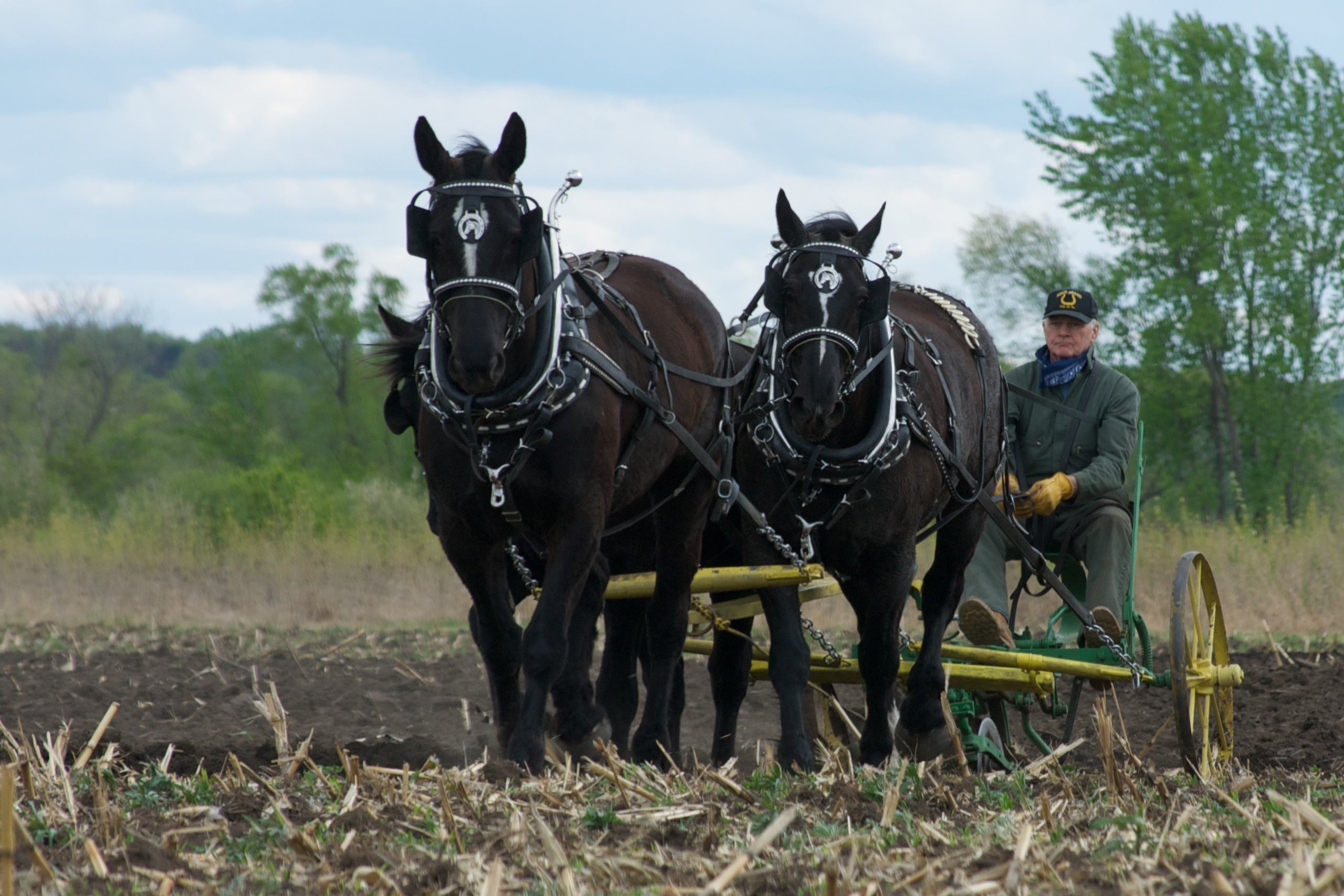
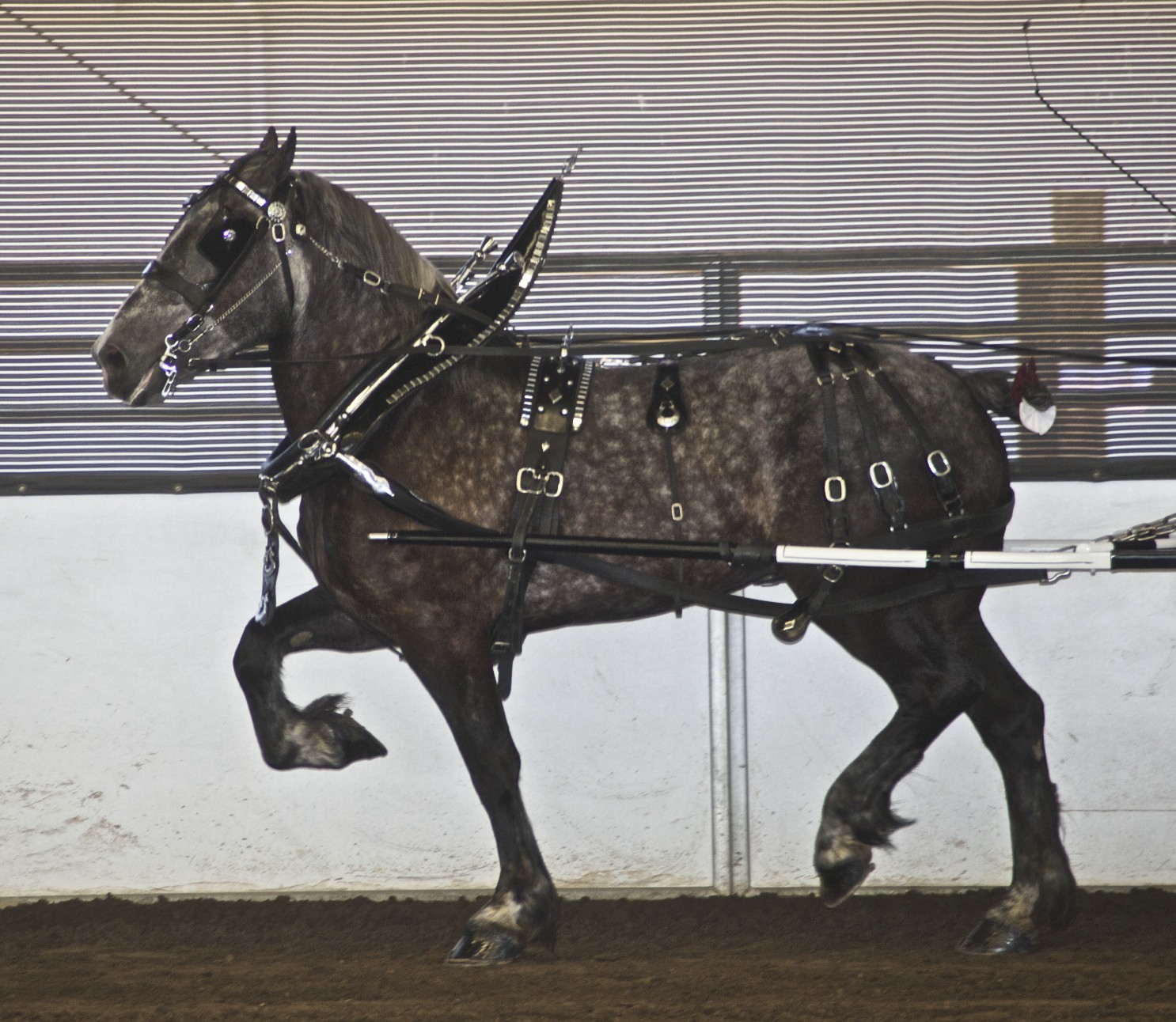
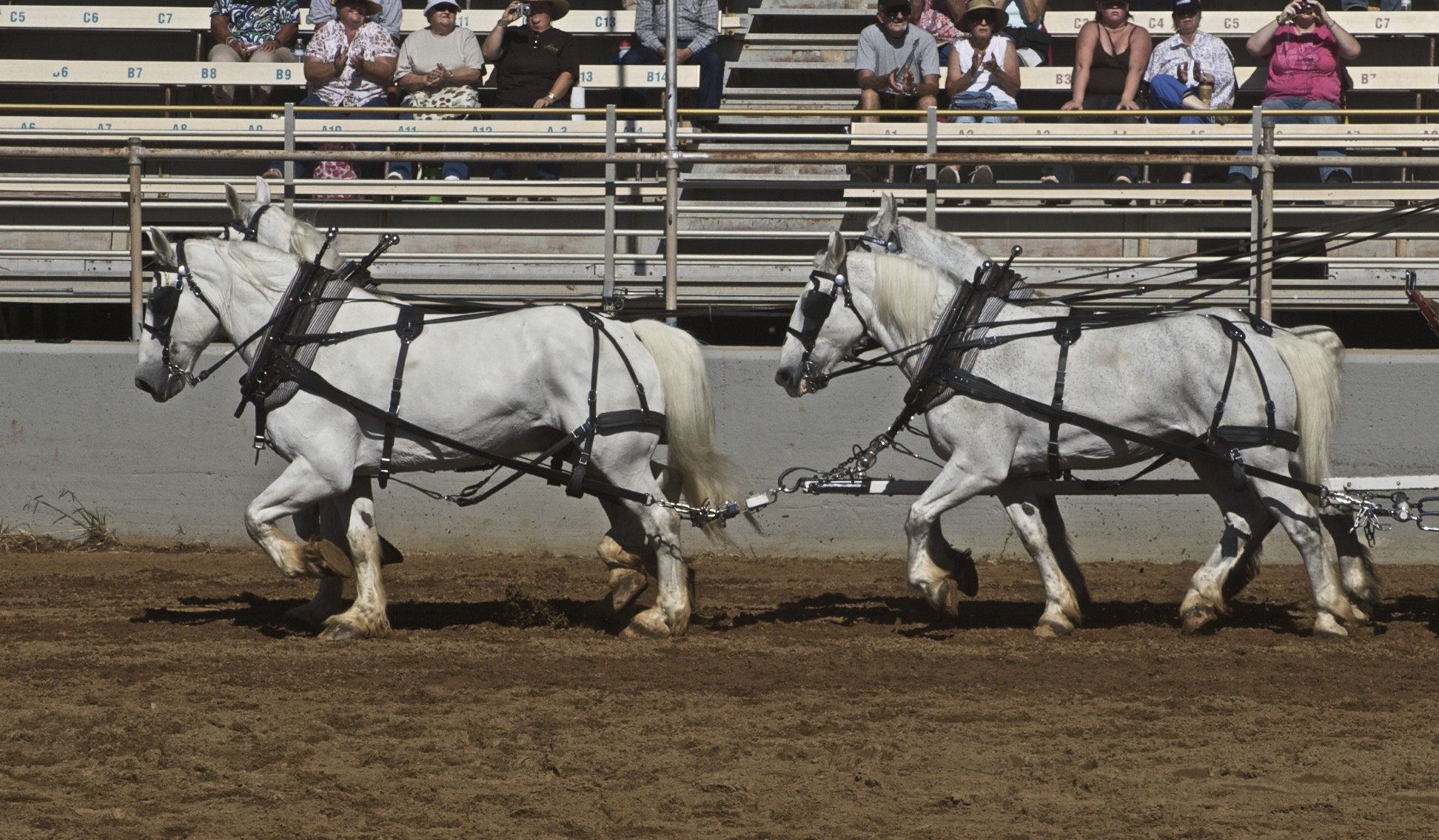
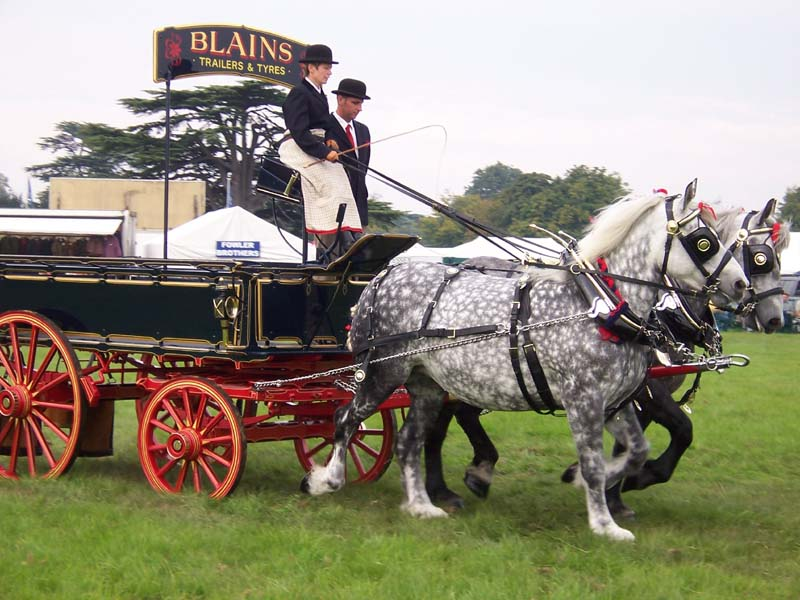
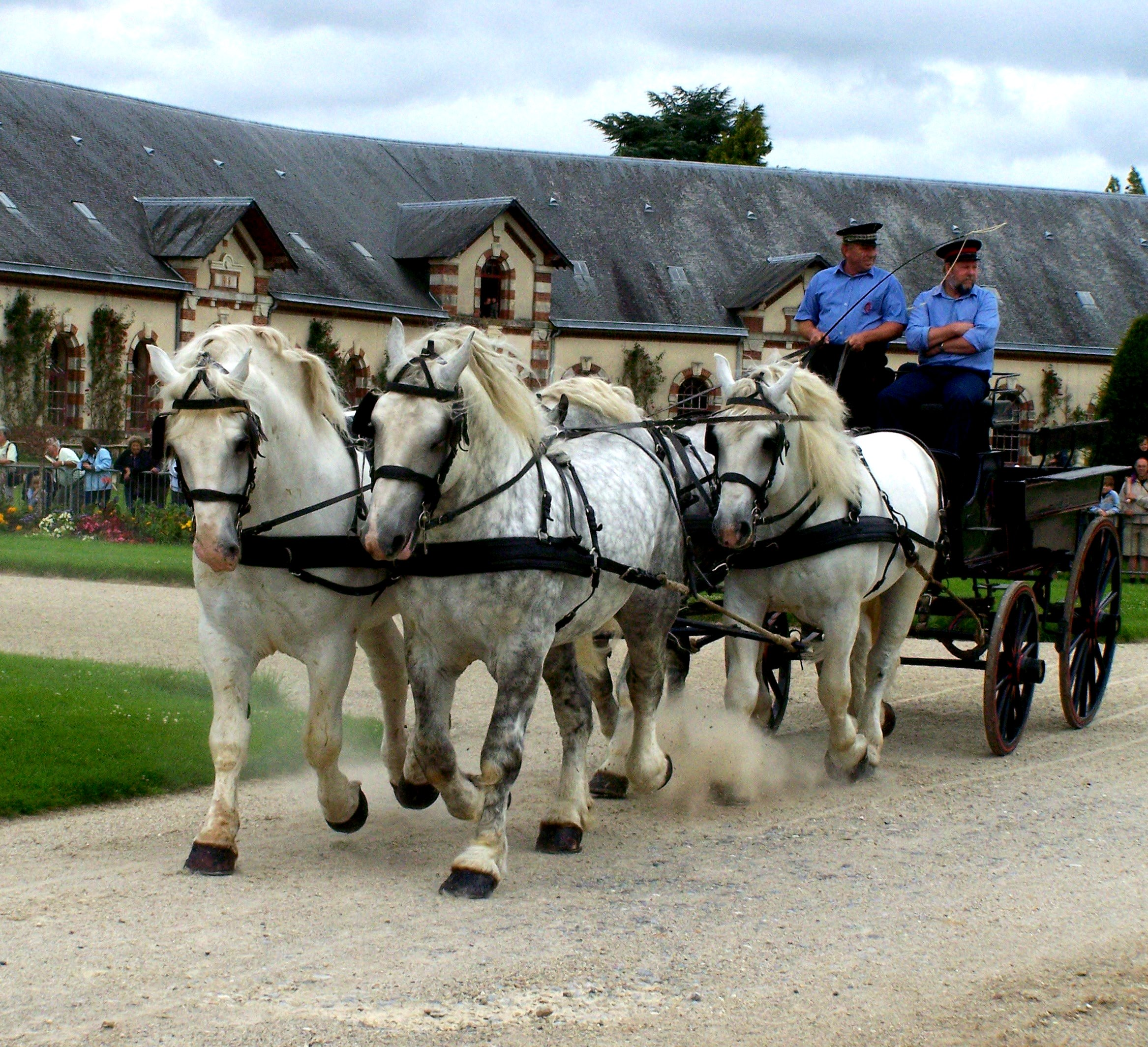
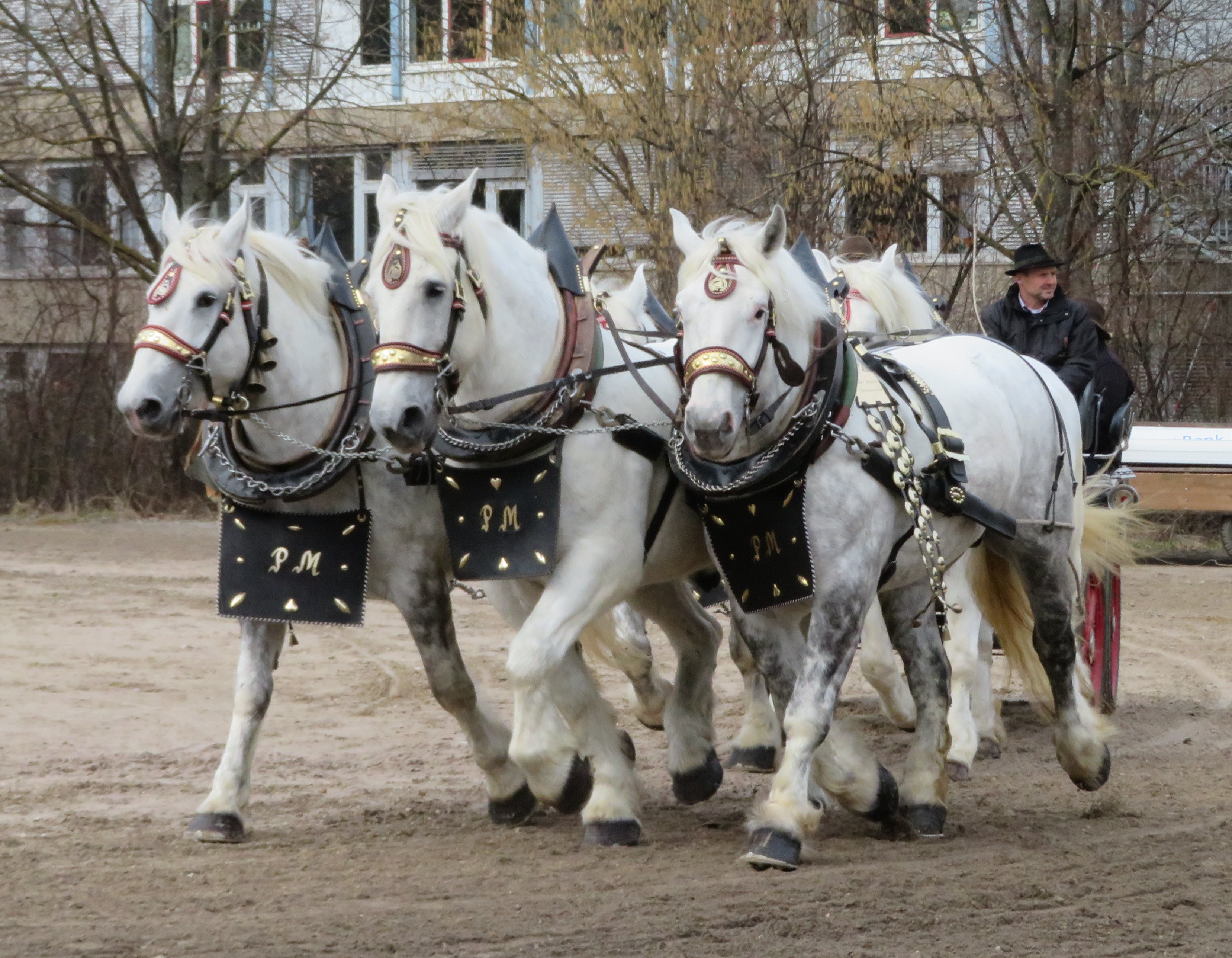
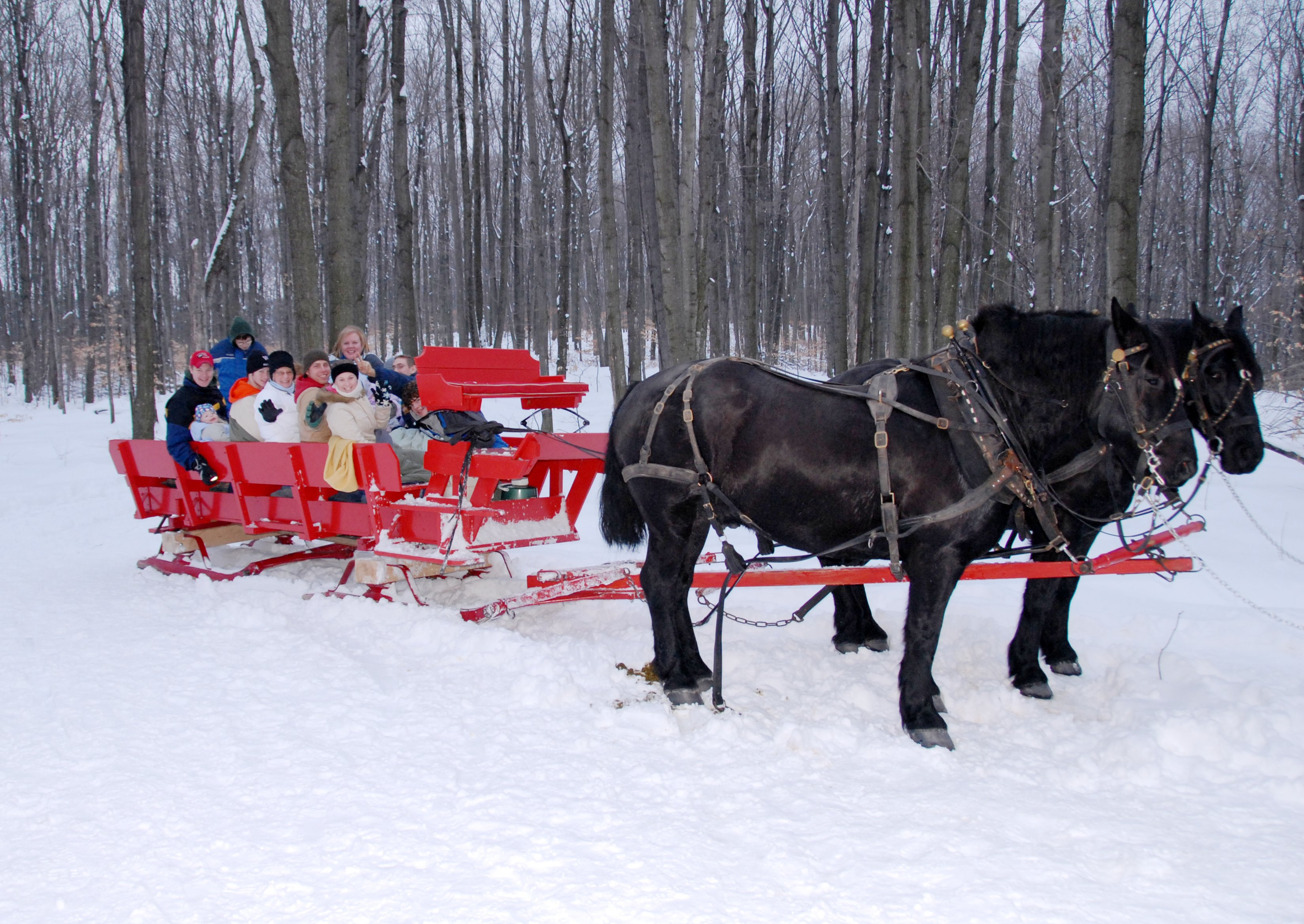
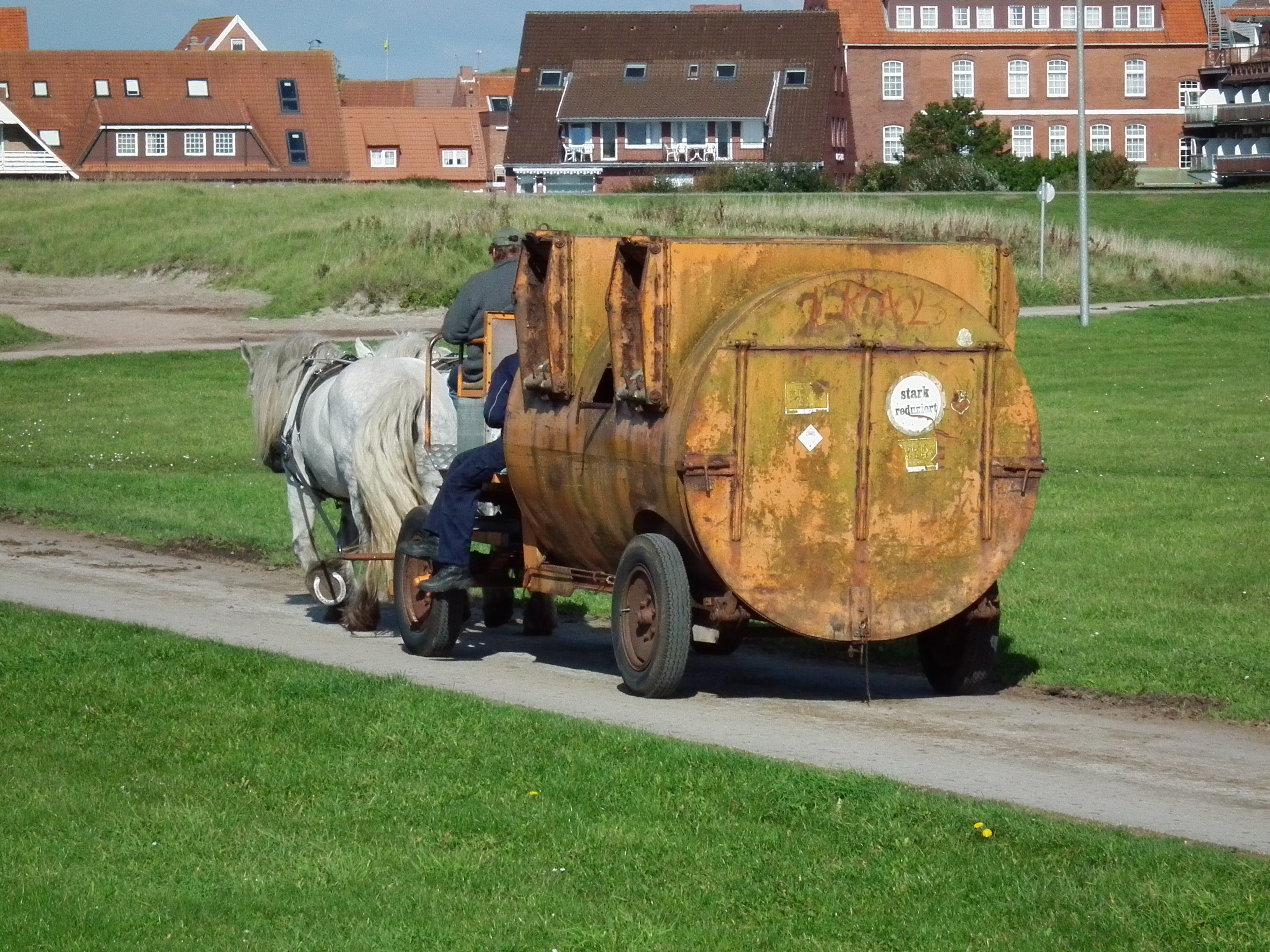
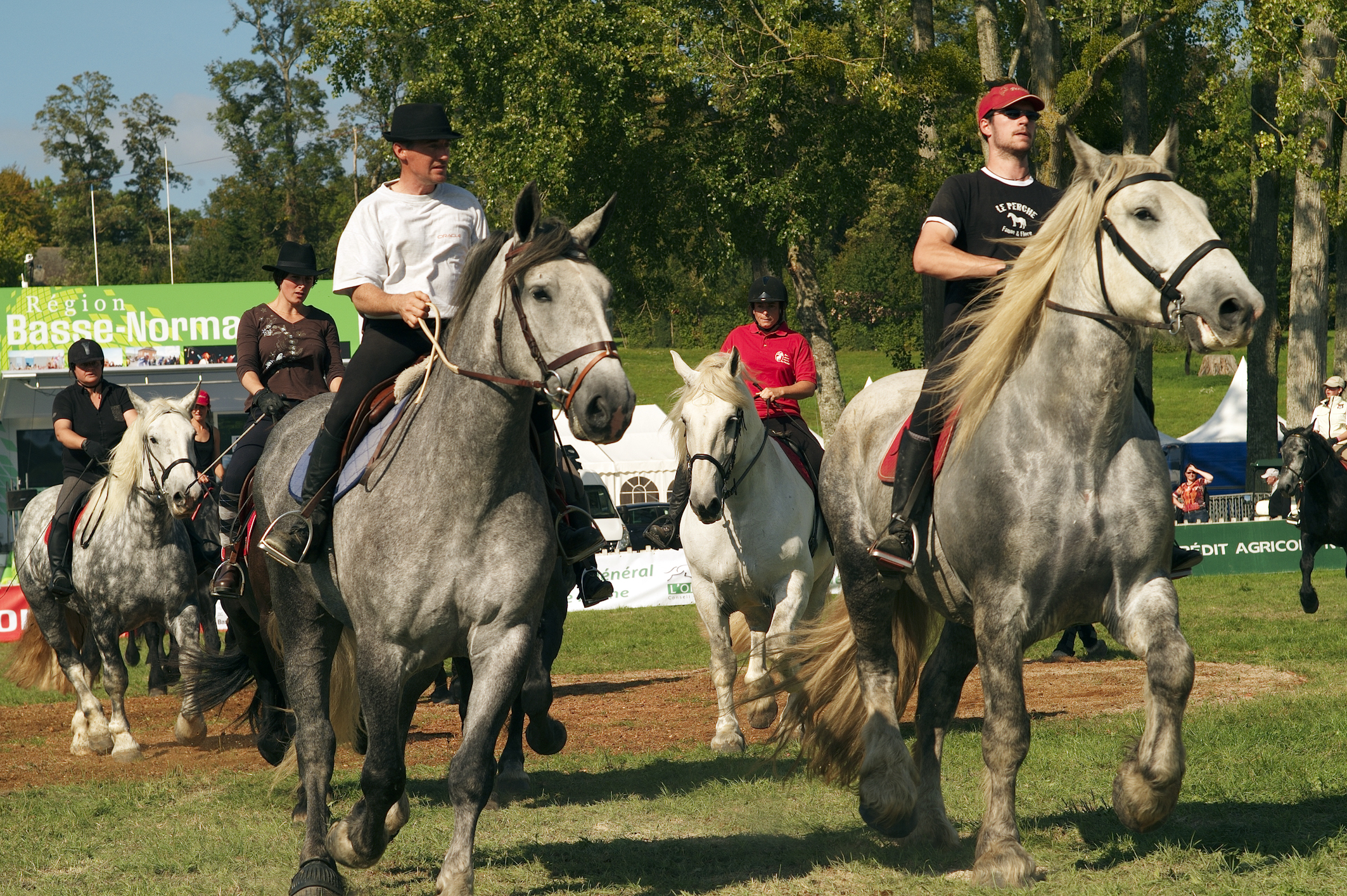
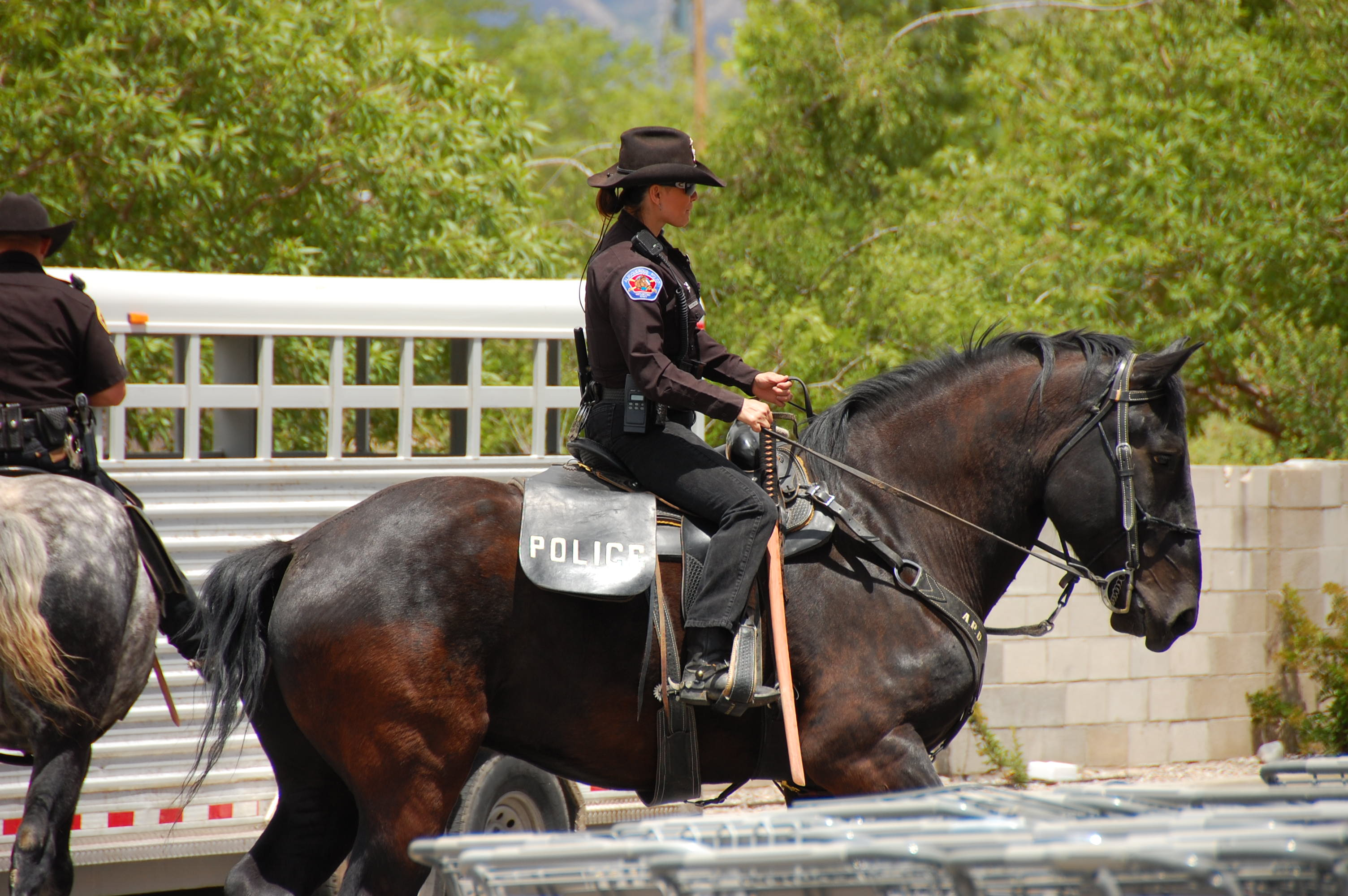
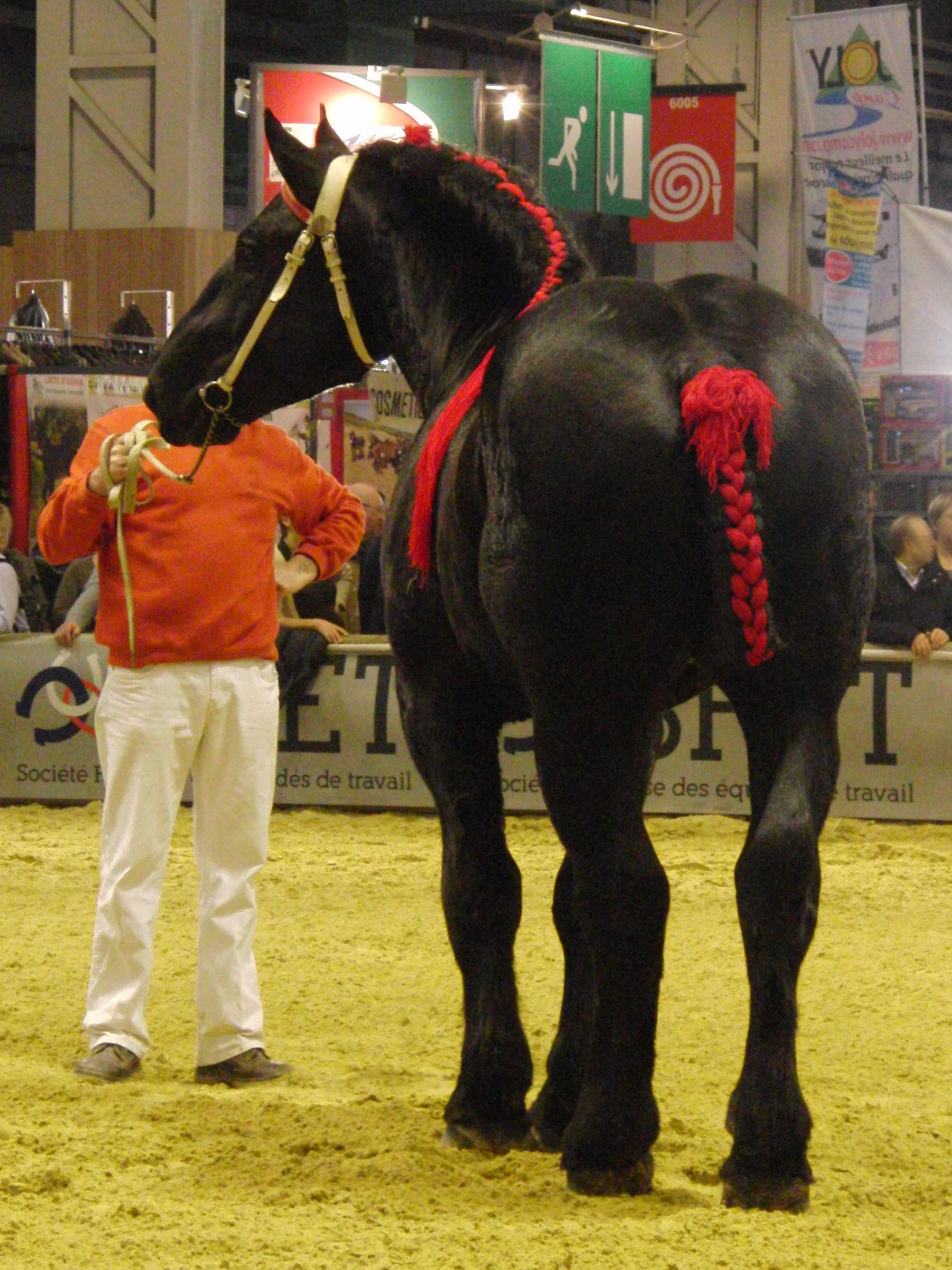
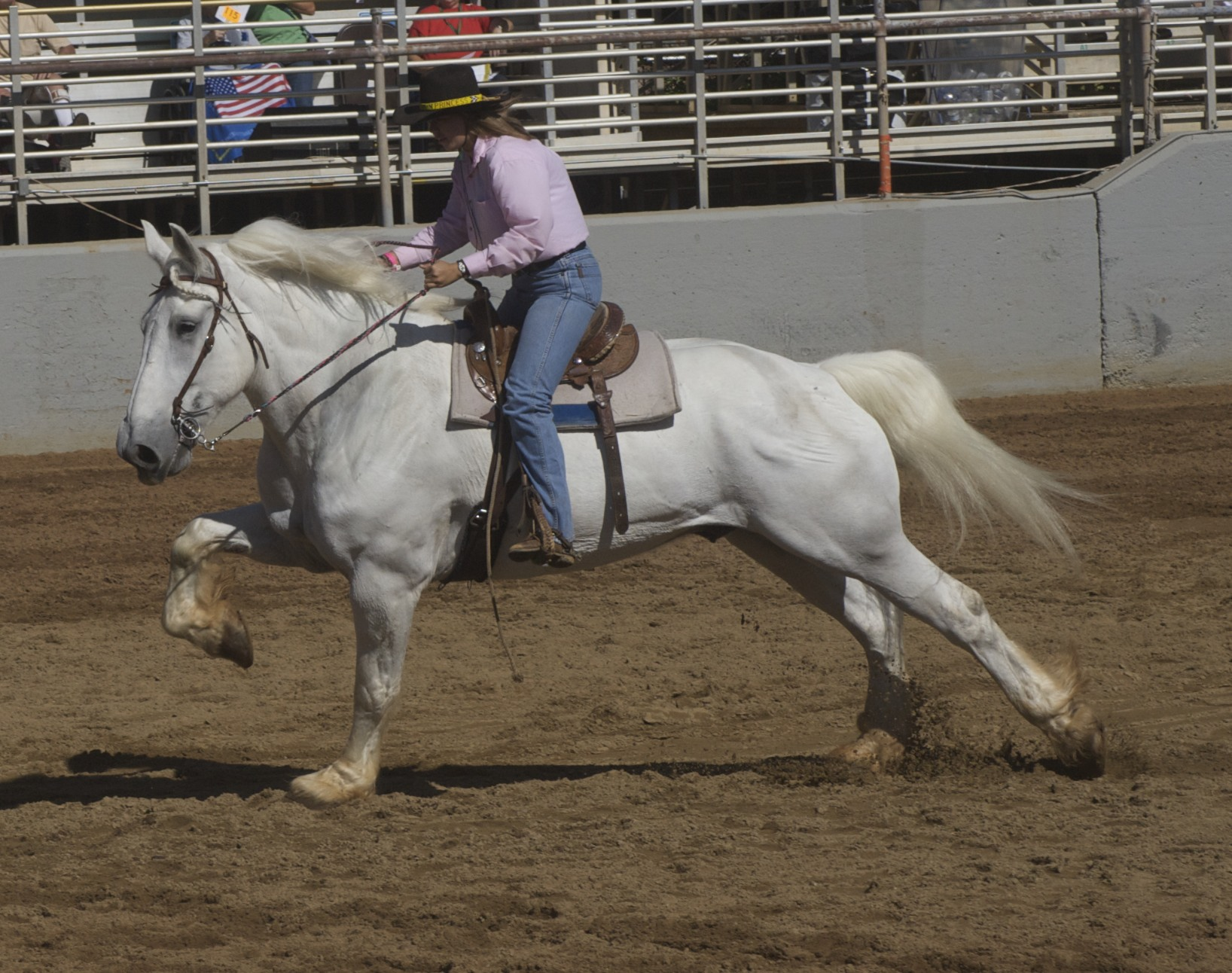

## Історія
Виведена у Франції на початку XIX століття шляхом схрещування східних, головним чином, арабських жеребців з місцевою упряжною породою важкого західного типу. 
Першерони отримали назву від області, що буяє розкішними пасовищами — Перш, розташованої на південь від гирла річки Сени. Порода представляє нечистокровність норійського коня, адже містить домішки східної крові; вдатися до такого схрещування змусила потреба в сильних і швидких конях, необхідних для поштової гонитви та омнібусів. 
У 1941 році в СРСР був Державний племінний конярський розсадник по породі Першерон, розміщувався він на ст. Таловая, Воронезької області.
У 1978 році у Великій Британії відбувся перший Всесвітній Конгрес Першерона, який проводиться щорічно. Хоча більшість виставок відбувалися в Північній Америці, чотири — у 1980, 1989, 2001 та 2011 роках проводилися у Франції. Щороку, в липні, в Харас-дю-Пін відбувається французька національна виставка породи.

Першерони в історії
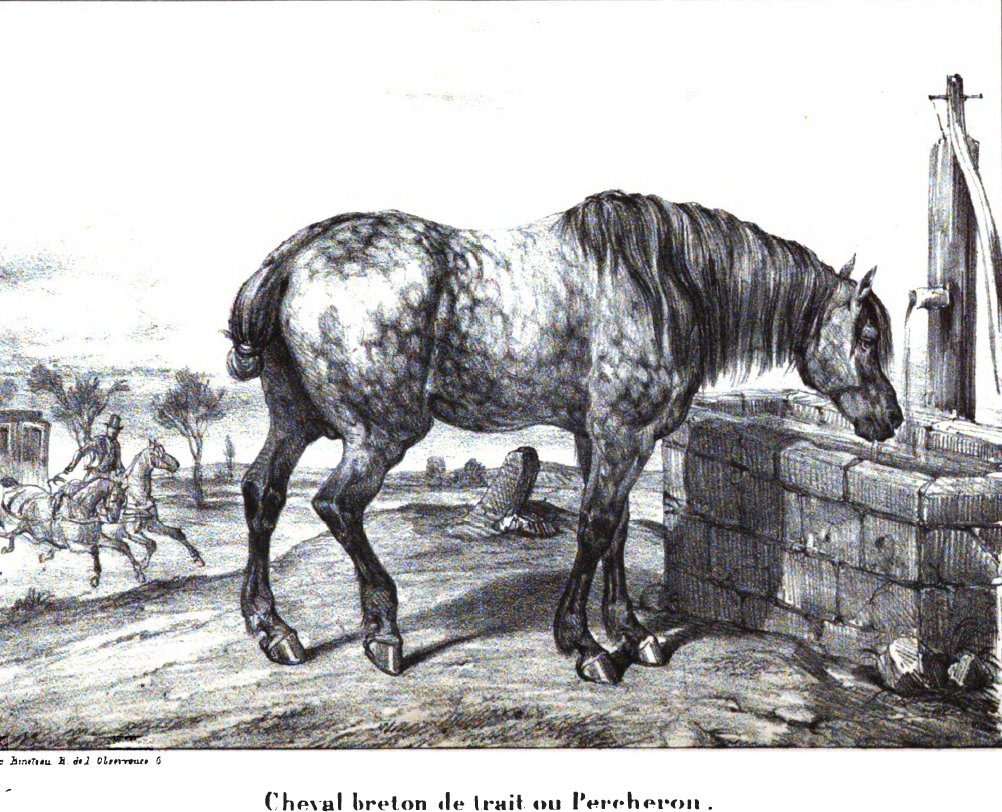
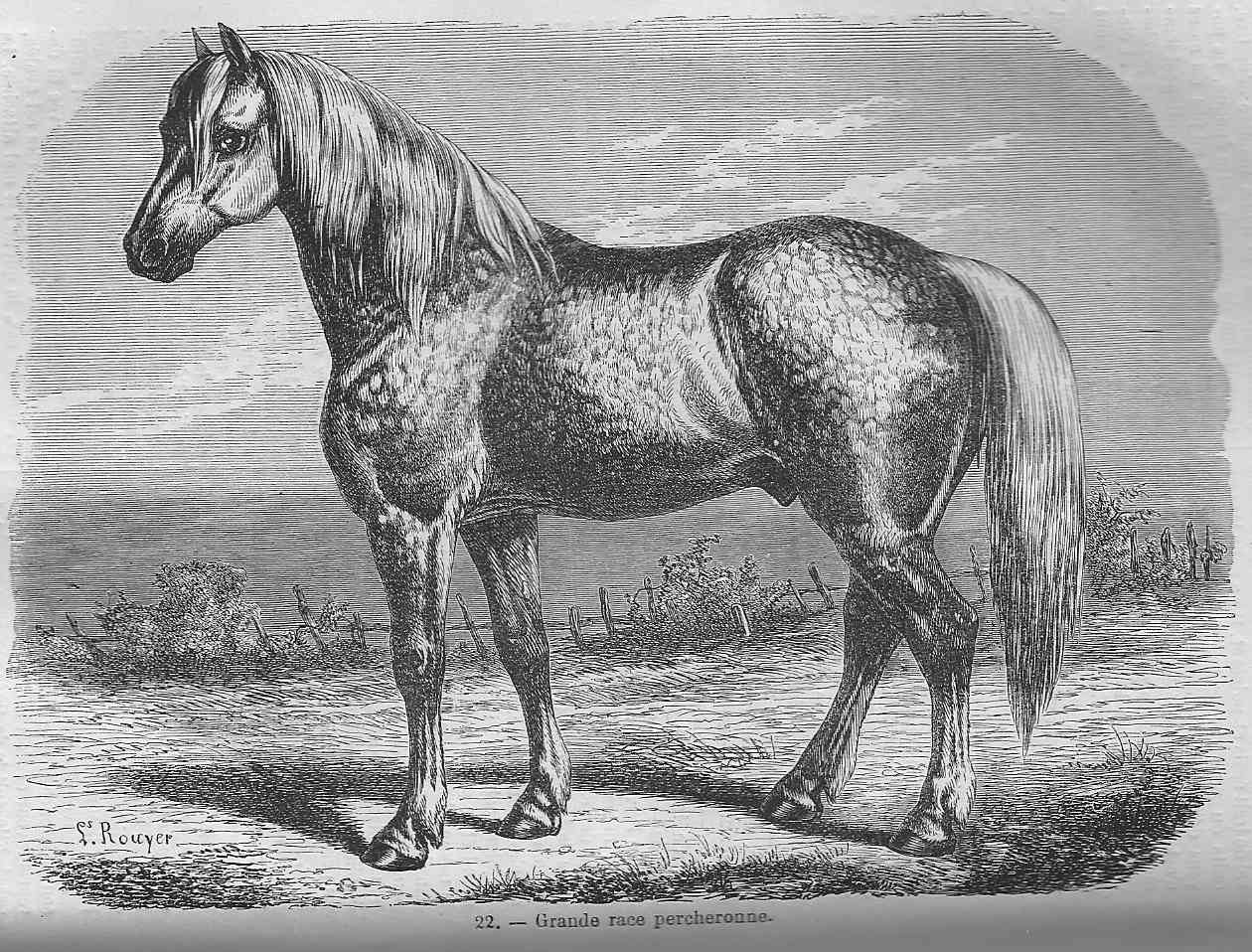
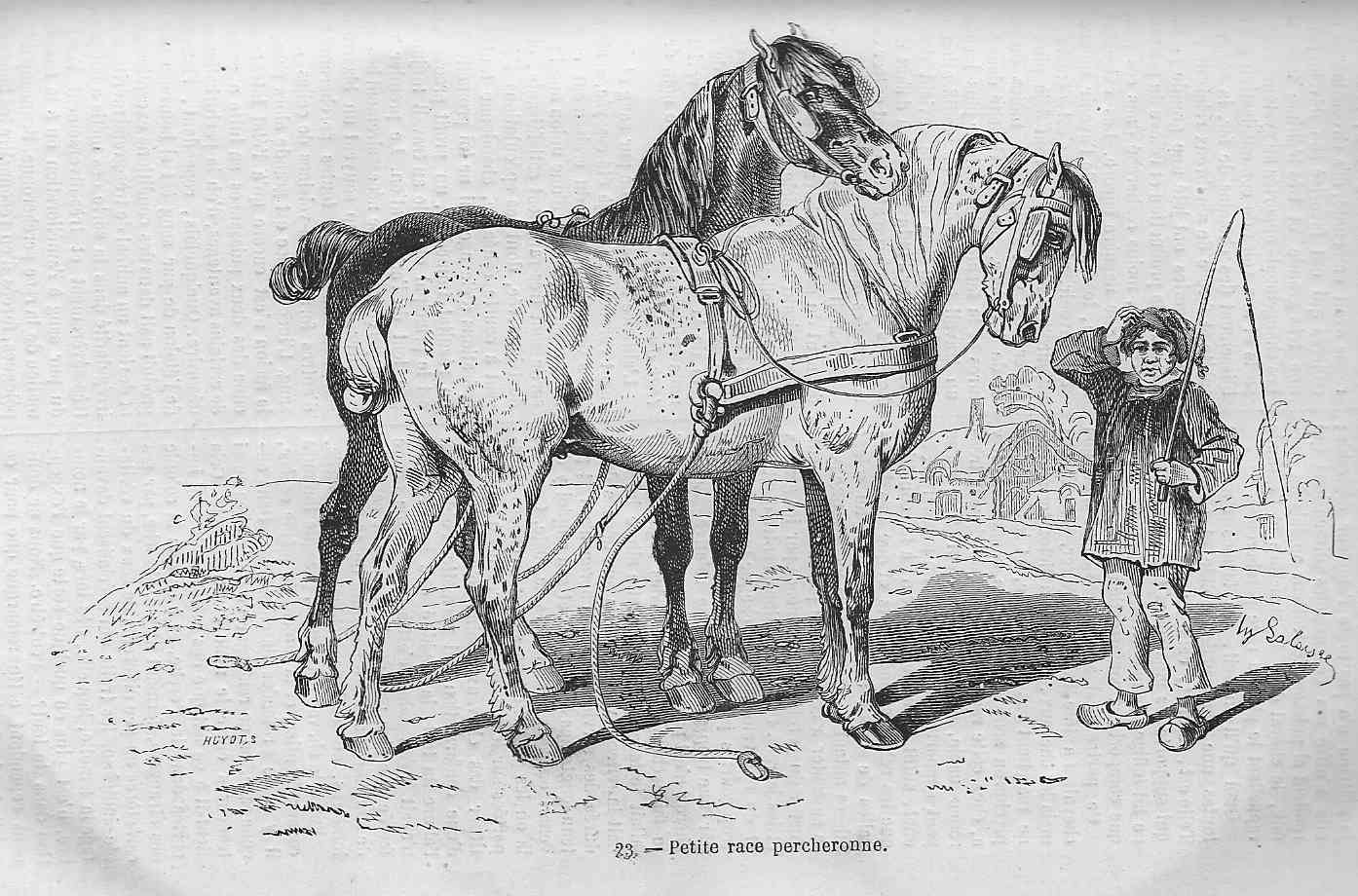
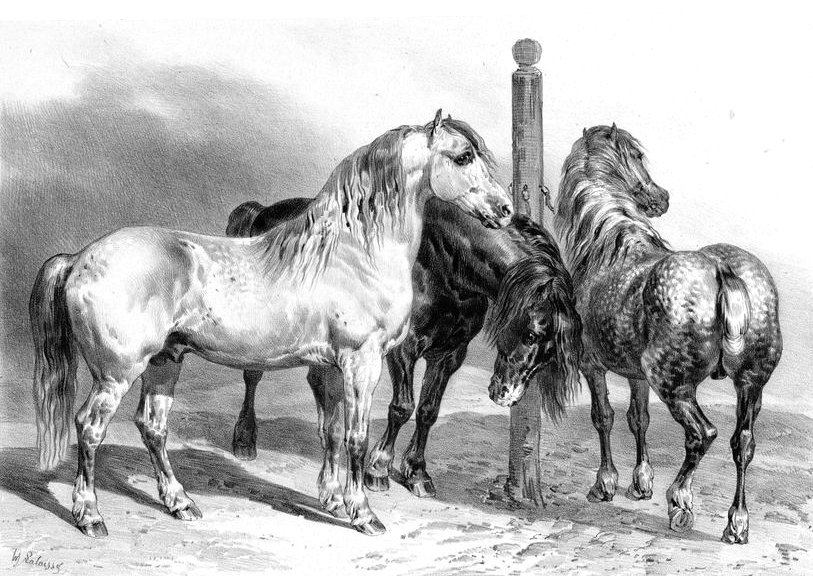
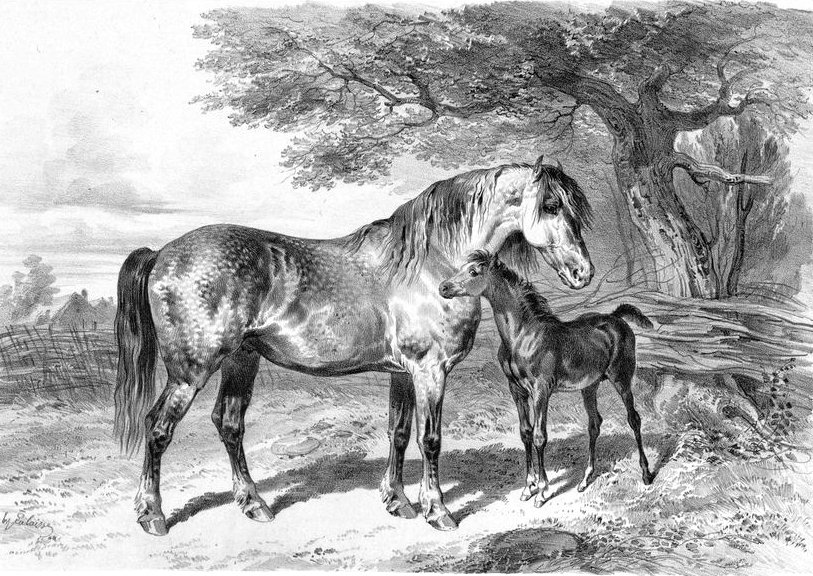
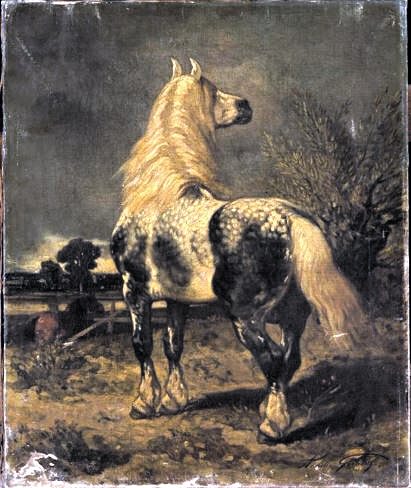
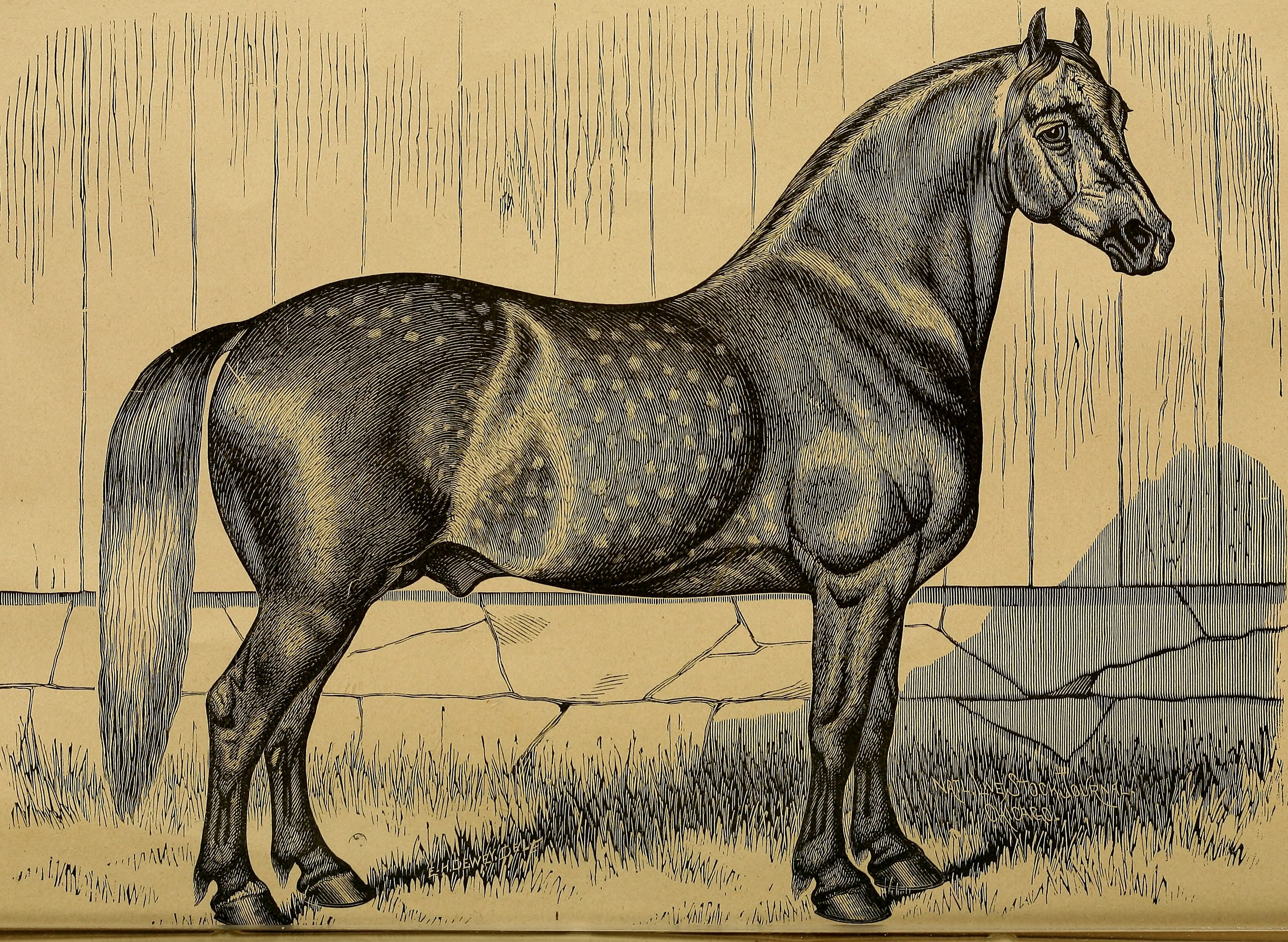
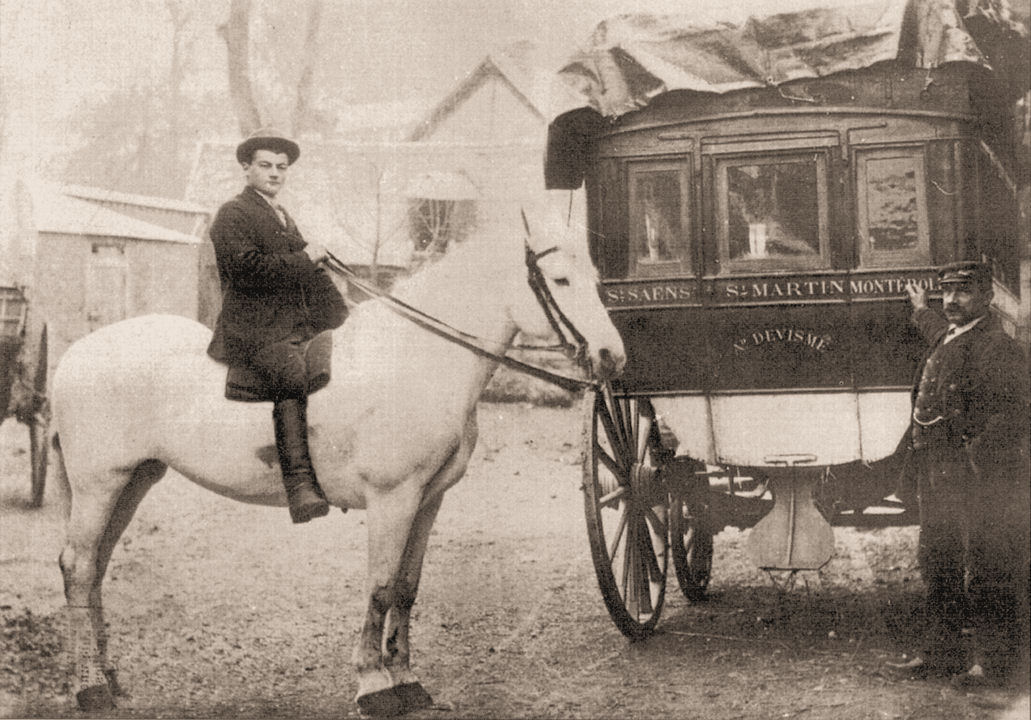
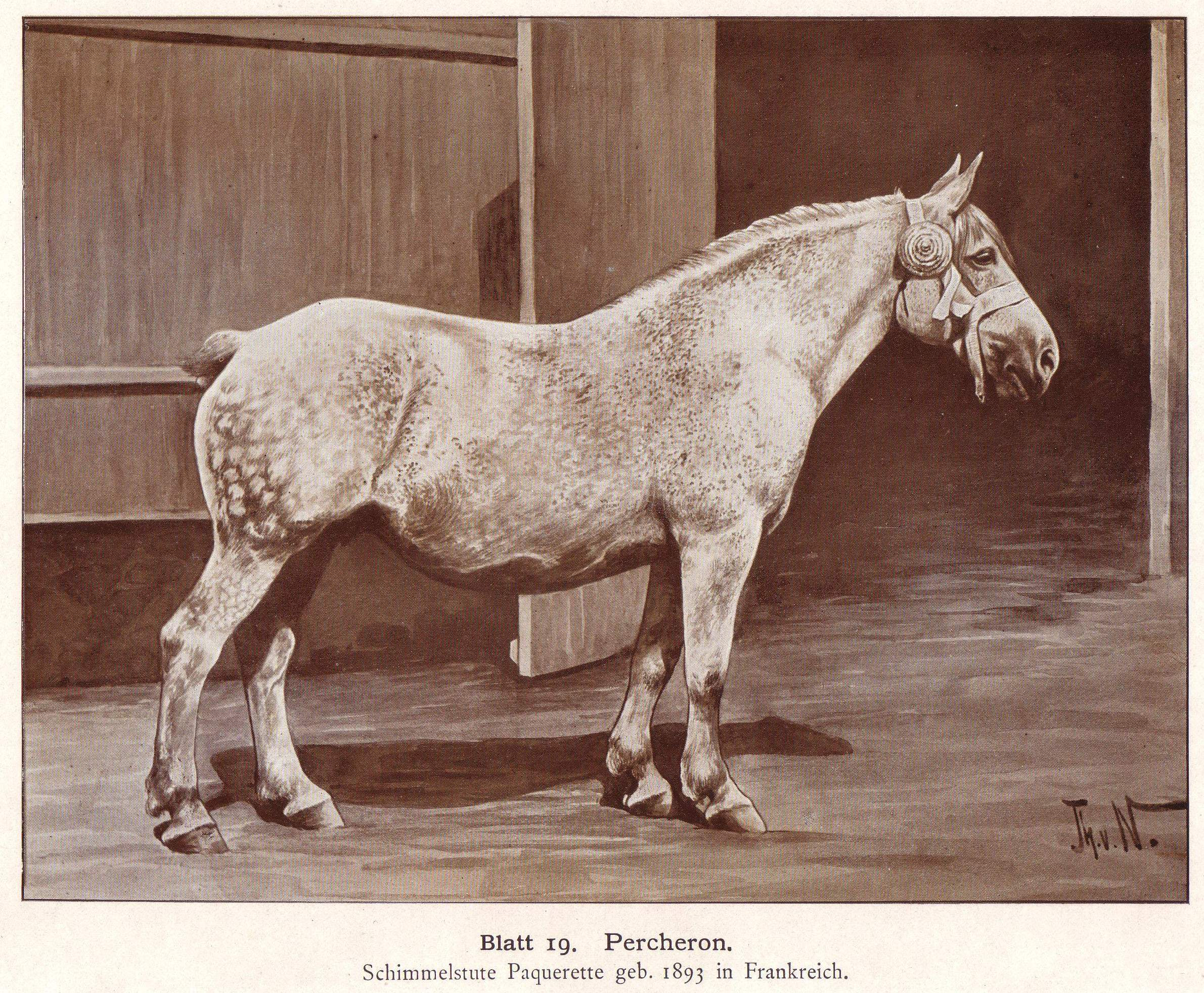
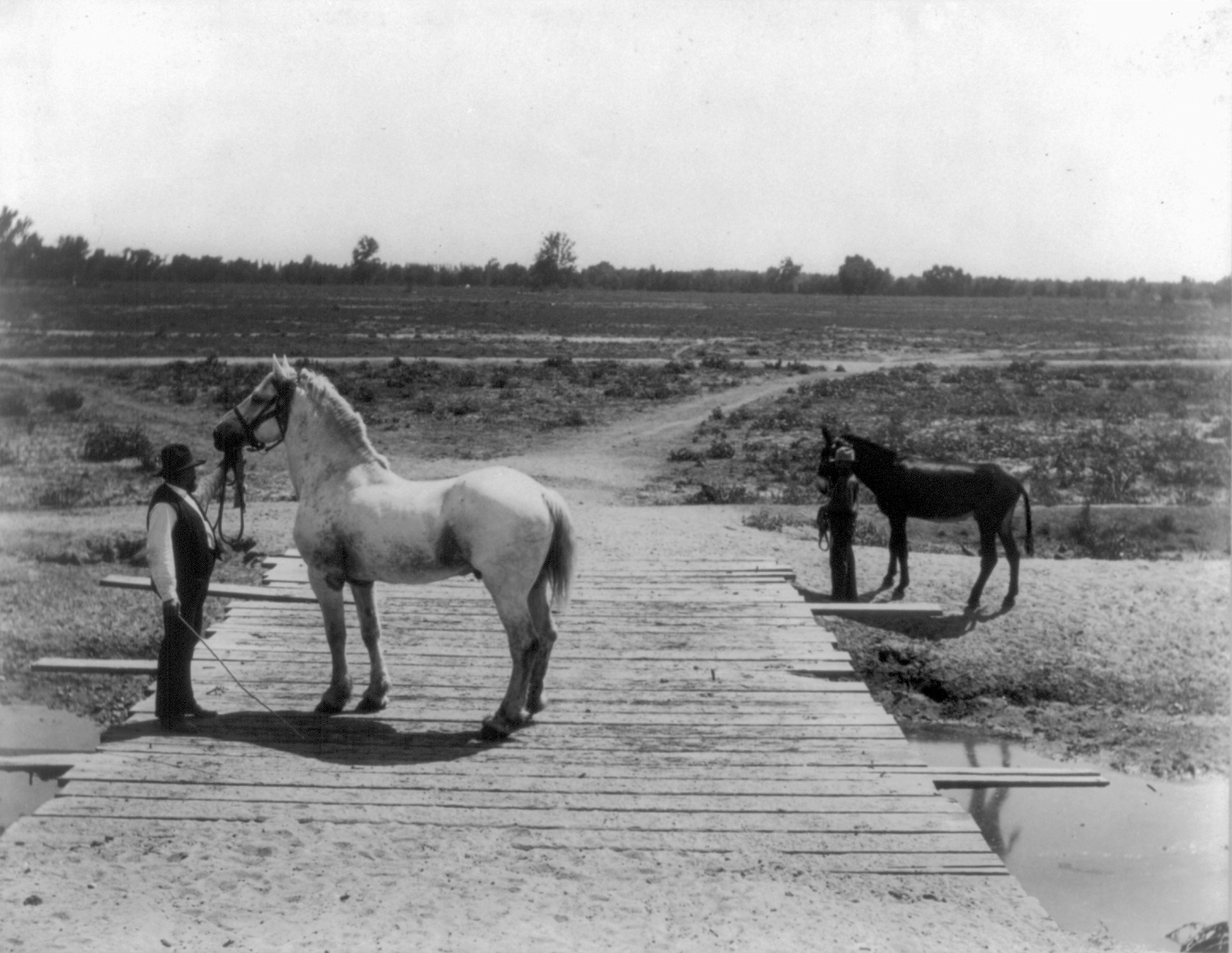
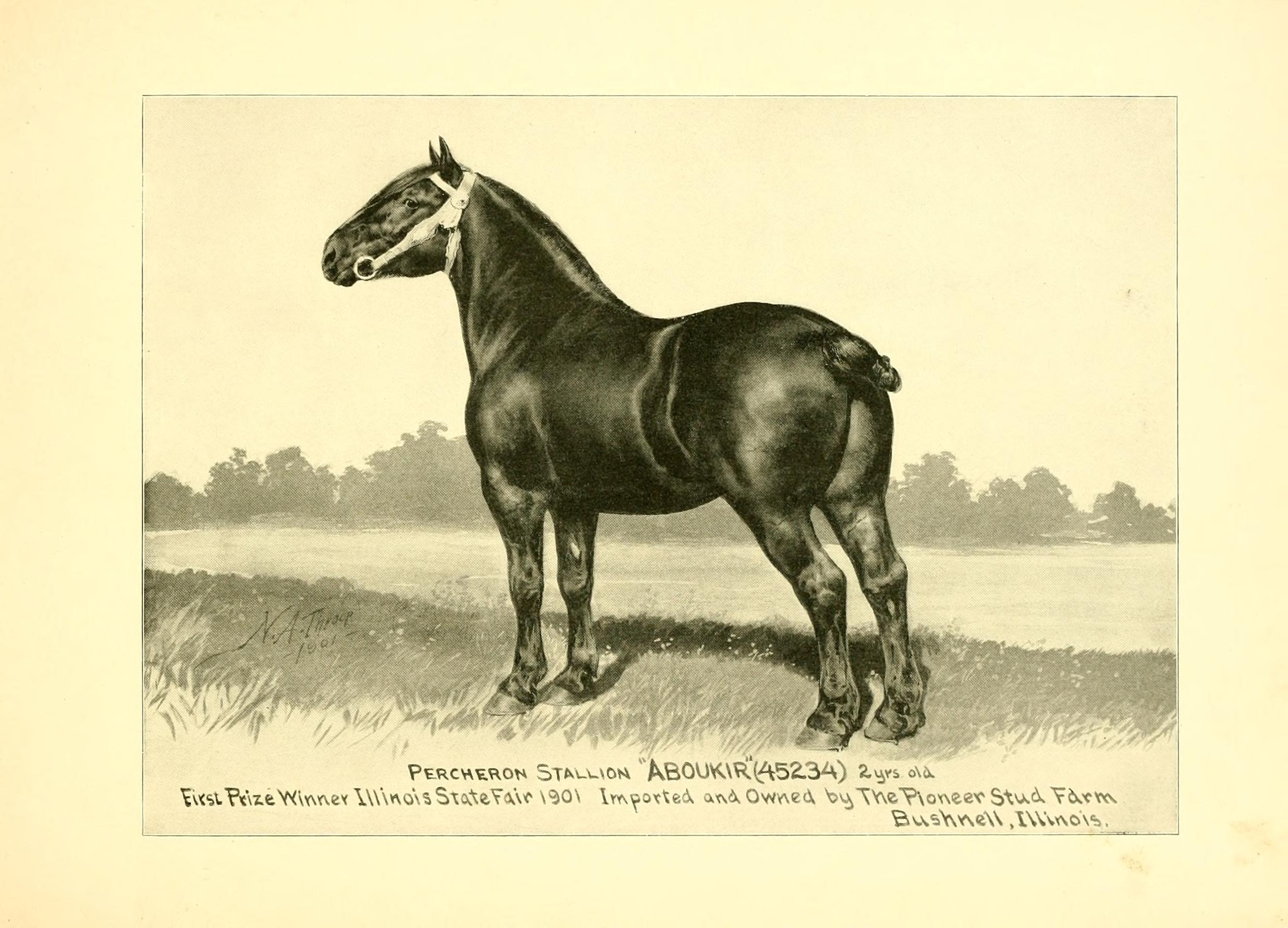